# AEC Routemaster
Az AEC Routemaster orrmotoros emeletes busz. A járművet a London Transport tervezte, és az Associated Equipment Company, valamint a Park Royal Vehicles gyártotta. A prototípust 1954 szeptemberére készítették el, és 1968-ig gyártásban is maradt. A típus jellegzetes elemei voltak a busz elejébe elhelyezett motor, az utastértől elválasztott vezetőállás és a nyitott hátsó peron, melyet a távolsági kivitelben zárható ajtóval láttak el. A hátsó ajtós mellett első ajtós, valamint különleges első ajtós, farmotoros változatokat is gyártottak.
Az első Routemaster 1956. február 8-án állt forgalomba a londoni 2-es busz vonalán, és a 2005. december 9-i kivonásukig meghatározó szerepet töltöttek be London közlekedésében. Manapság már csak a 15-ös nosztalgiabusz vonalán lehet rendszeresen találkozni Routemasterekkel.
A legtöbb Routemaster London számára készült, kisebb számban került még a British European Airwayshez és a Northern General Transport Companyhoz.
A Routemaster úttörő formatervének köszönhetően a busz túlélte a leváltására szánt buszokat is, valamint helytállt vidéken és a londoni autóbuszvonalak privatizációja után egyaránt. A felépítése mellett a hátsó nyitott peron is szerepet játszott a fennmaradásában, ugyanis gyorsabb utascserét és a megállóhelyek közötti fel- és leszállást tette lehetővé, azonban balesetveszélyes is volt, és emellett kalauzokat is kellett alkalmazni.
A 2005-ös kivonásának ellenére a Routemaster megőrizte népszerűségét, és mára már brit ikonnak számít, 2006-ban a piros telefonfülke és a londoni metrótérkép mellett a busz is bekerült Nagy-Britannia 10 leghíresebb dizájn-ikonja közé. A busz formaterve alapot adott a 2000-es évek végén a New Routemaster megalkotásához.

## Tervezés

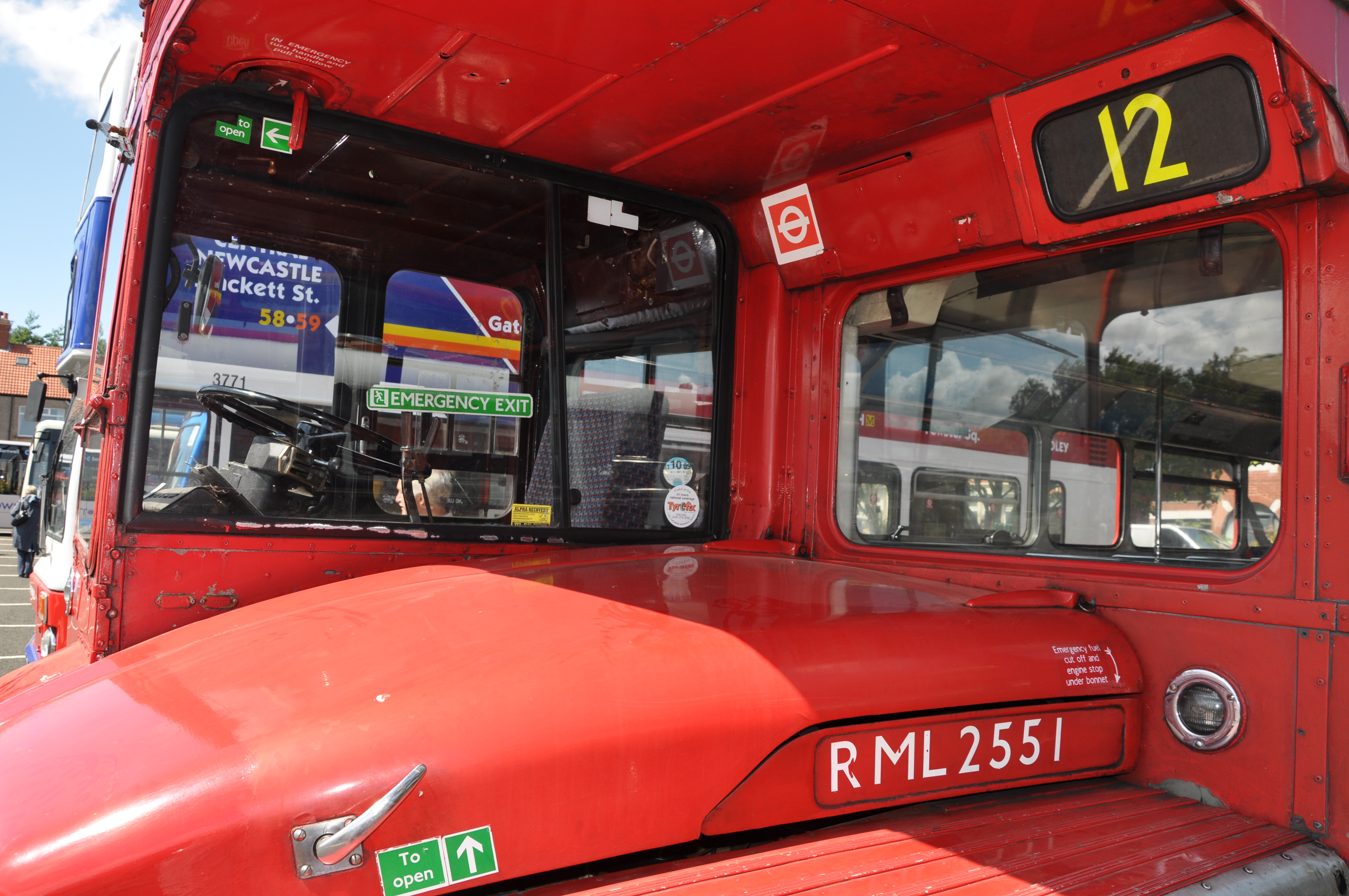
A busz vezetőfülkéje

A Routemastert 1947 és 1956 között fejlesztették ki A. M. M. Durran, Colin Curtis és Douglas Scott vezetésével. Céljuk egy könnyebb, ezáltal üzemanyag-takarékosabb és könnyebben üzemeltethető autóbusz kifejlesztése volt. Végeredményként egy 64 ülőhelyes autóbuszt kaptak, amely háromnegyed tonnával volt könnyebb, mint az előd 56 ülőhelyes RT széria.
A buszok első feladata a trolibuszok kiváltása, később a régi buszok lecserélése volt. A járművet a London Transport tervezte, a gyártását az Associated Equipment Company és a Park Royal Vehicles végezte.

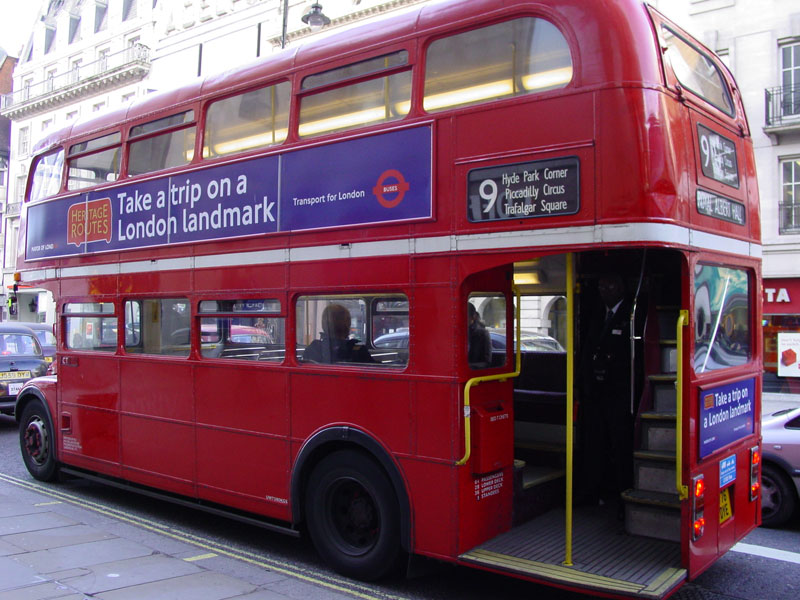
A Routemaster hátsó, nyitott peronja

A busz szerkezete könnyű alumíniumból készült, hasonló eljárással, mint amit a repülőgépgyártásban alkalmaztak a második világháború során. A kisebb tömegű szerkezet mellett ekkor használtak először buszon független kerékfelfüggesztést, szervokormányt, automatikus sebességváltót és hidraulikus féket.
A tervezők a hagyományos alvázas helyett önhordó szerkezetet alkalmaztak. Ez azt jelenti, hogy a busz egy első „A” és egy hátsó „B” acélvázból áll, melyeket a busz törzsének alumíniumváza tart egyben. Előbbi tartalmazza a motort, a kormányzást és az első felfüggesztést, míg az utóbbi a hátsó tengelyt és felfüggesztést. A sebességváltót a törzs alá helyezték el, összekötve az elülső motorral és a hátsó meghajtott tengellyel.

## Prototípusok

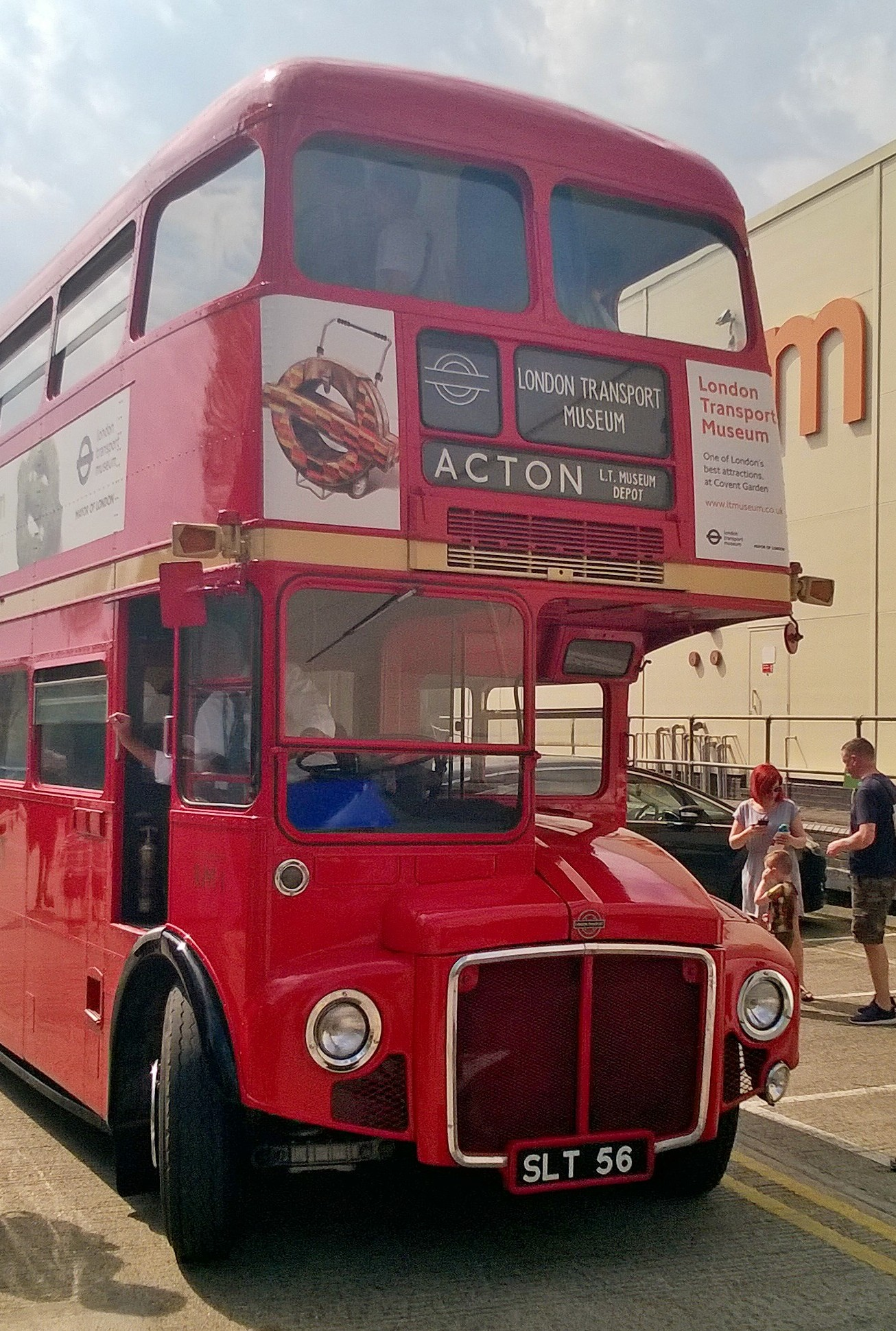
A London Transport Museum RM1-es azonosítójú Routemasere

Az első Routemaster buszt 1954 szeptemberében, az Earl's Court Commercial Motor kiállításon mutatták be. Ez a prototípus még hűtőrács nélküli homlokfallal rendelkezett, eltérően a sorozatban gyártott járművektől. A motor hűtésigénye miatt 1956-ban áttervezték a homlokfalat, ekkor került fel a hűtőrács, amit 1957-ben a prototípus is megkapott. A London Transport az első négy példányt 1956 és 1958 között állította forgalomba. A négy buszból kettőt Leyland motorral és egységekkel szereltek fel, melyekből az egyik kísérleti távolsági busz volt.
1961-ben 24 darab hosszabb (27 láb és 6 hüvelyk helyett közel 30 láb, azaz körülbelül 9,12 méter hosszú) kísérleti RML buszt építettek, majd 1965-ben megkezdték a gyártását. 1962-ben elkészítették az első ajtós RMF-t, amelynek az alapját az RML adta. Ezt a buszt a rövidebb RMA-val együtt kiállításokra és bemutató utakra vitték, de egyikre sem érkezett nagyobb számú megrendelés.
1964-ben válaszként a konkurens Leyland és Daimler emeletes buszaira az AEC a Park Royal Vehicles vállalattal összefogva farmotoros buszon kezdett el dolgozni. A prototípussal 1966-ra készültek el, mely 60%-ban azonos alkatrészekből állt, mint az alapmodell, valamint 31,3 láb hosszával a leghosszabb Routemaster lett. Sorozatgyártását 1967-re tervezték. Az első FRM (front-entrance Routemaster, magyarul elsőajtós Routemaster) buszt 1966. július 4-én vette az állományába a London Transport, de menetrend szerinti forgalomba csak 1967. június 26-án állt. Az egyedi tervezésből fakadó sorozatos meghibásodás miatt nem gyártottak további farmotoros Routemastereket, a prototípust 1983-ban vonták ki a forgalomból, majd ezután a London Transport Museum gyűjteményébe került. Beceneve Fruitmaster volt.

## Gyártás

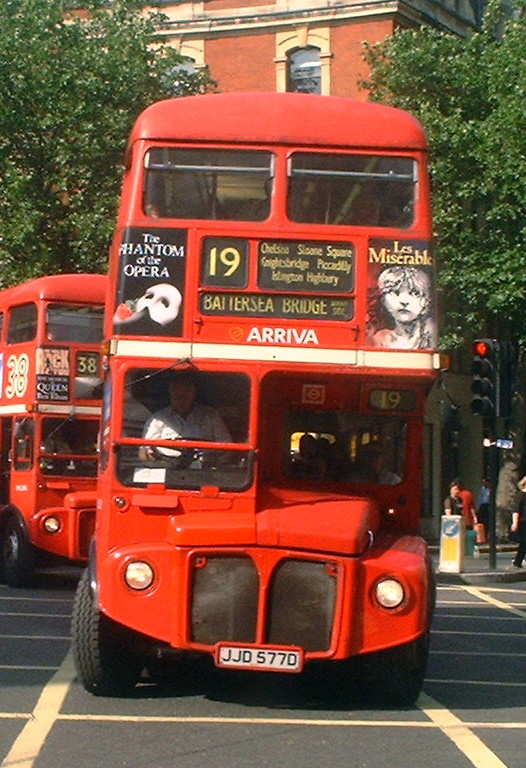
Az Arriva London RML autóbusza

A buszok gépezetét és alkatrészeit az Associated Equipment Company southalli gyárában gyártották, míg a váz építését és a végleges összeszerelést a Park Royal Vehicles üzemében végezték.
A buszok többsége az előírásokban legfeljebb megengedett 27 láb és 6 hüvelyk (8,38 méter) hosszúságúra épült, később a szabályok enyhülésével megjelentek a hosszabb, 29 láb és 11 hüvelyk (9,12 méter) hosszú Routemasterek.
| Altípus | Típus                     | Hossz              | Darab | Megjegyzés                                   |
| ------- | ------------------------- | ------------------ | ----- | -------------------------------------------- |
| RM      | alap busz                 | 27,5 láb (8,4 m)   | 2123  |                                              |
| RML     | hosszított busz           | 29,91 láb (9,12 m) | 524   |                                              |
| RMC     | távolsági busz            | 27,5 láb (8,4 m)   | 69    |                                              |
| RCL     | hosszított távolsági busz | 29,91 láb (9,12 m) | 43    |                                              |
| RMF     | első ajtós busz           | 29,91 láb (9,12 m) | 51    | A Northern General Transport Company számára |
| RMA     | első ajtós busz           | 27,5 láb (8,4 m)   | 65    | A British European Airways számára           |
| FRM     | első ajtós busz           | 31,3 láb (9,5 m)   | 1     | Farmotoros                                   |

### RM és RML

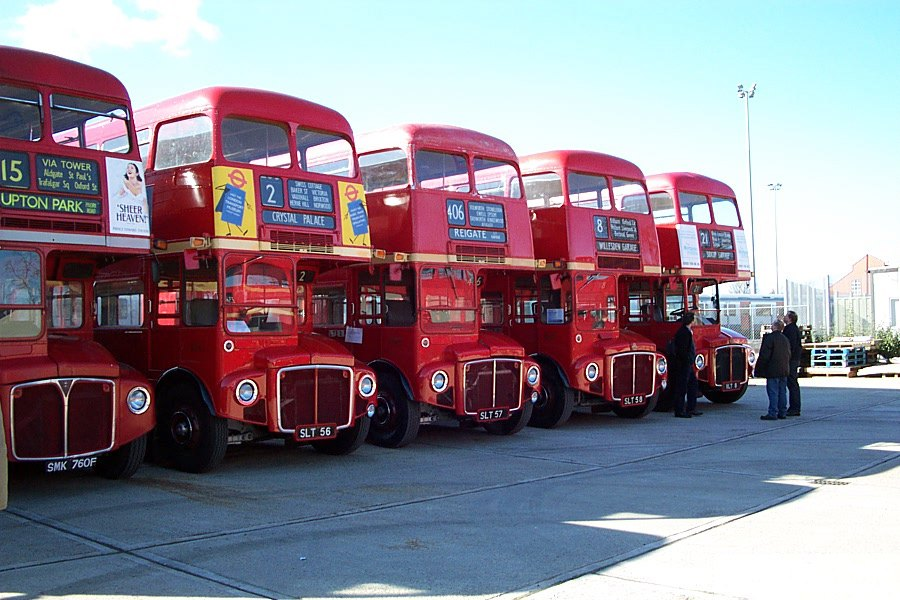
RM és RML buszok

A London Transport összesen 2123 rövidebb és 524 hosszabb Routemastert rendelt. A két kialakítás között csupán annyi volt a különbség, hogy a Routemaster modulos törzsét középen megtoldották egy extra fél ablaknyi széles modullal, nyolc további ülésnek helyet adva, amivel az ülőhelyek száma 64-ről 72-re nőtt. Az RML nevet korábban a Routemaster Leyland azonosításához használták, így a hosszított Routemaster eleinte ER (Extended Routemaster) néven futott. Mindkét típusban külön helyet alakítottak ki a kalauzok számára az emeletre vezető lépcsősor alatt.

### RMC és RCL

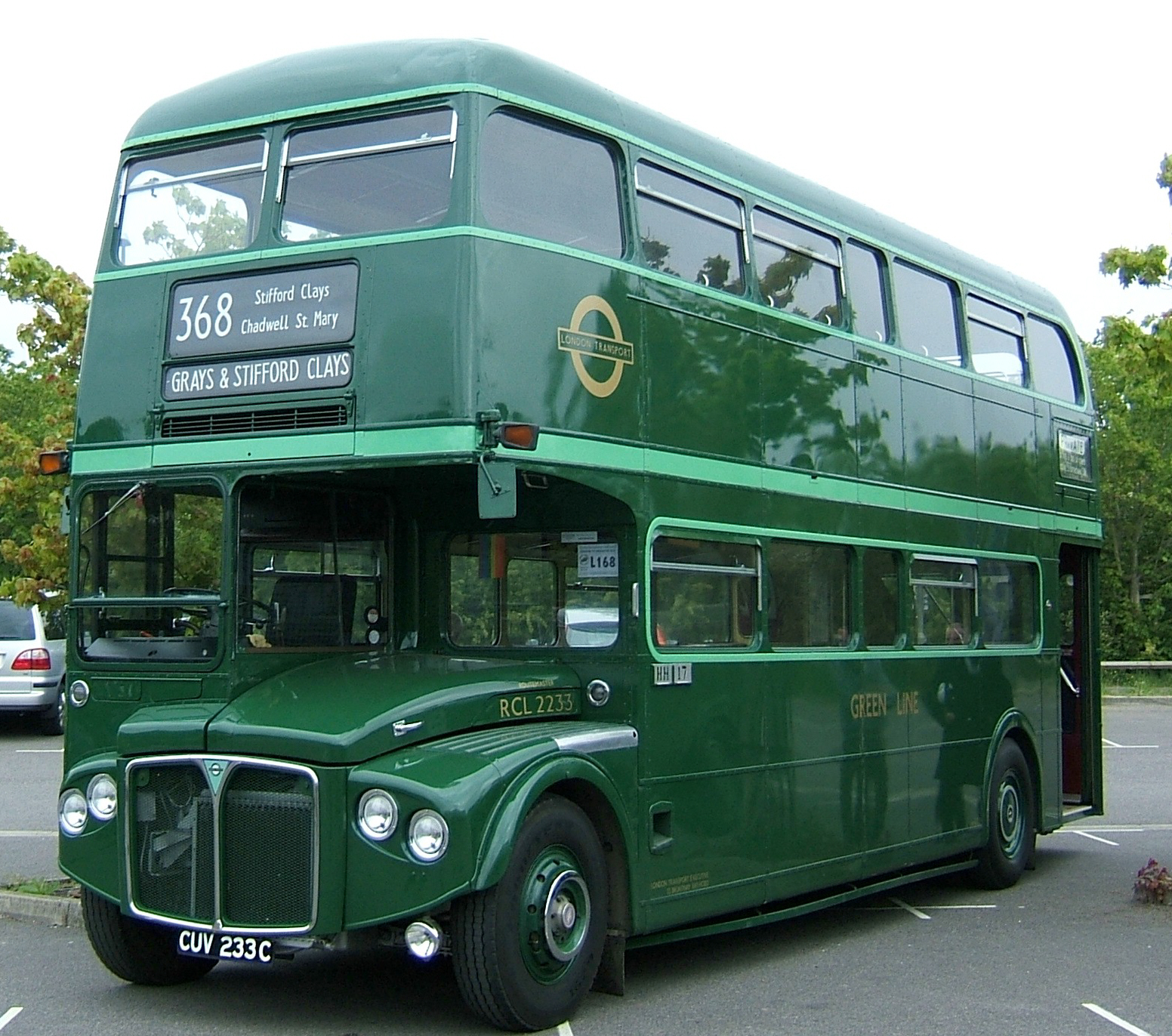
Nosztalgia RCL a Green Line fényezésével

Az RMC a Routemaster távolsági változata, melyet elsősorban a Green Line vonalain alkalmaztak. A buszt módosított felfüggesztéssel, beltérrel, nyitott peron helyett zárható utasajtóval és nagyobb fokozatkiosztású félautomata sebességváltóval látták el. Hosszabb változata az RCL, amely már nagyobb motort is kapott, valamint 57 helyett 65 ülőhelyes volt.

### RMF és RMA
Az RMF és RMA a Routemaster első ajtós változata, melyet elsősorban Londonon kívüli, illetve a repülőtéri vonalakon használták. Az RMC és RCL-hez hasonlóan ezek is zárható ajtót kaptak, itt az utasajtó mellett az emeletre vezető lépcsősor is a busz elejébe került. Bemutatása után csupán a Northern General Transport Company és a British European Airways érdeklődtek a típusok iránt.

#### Northern General

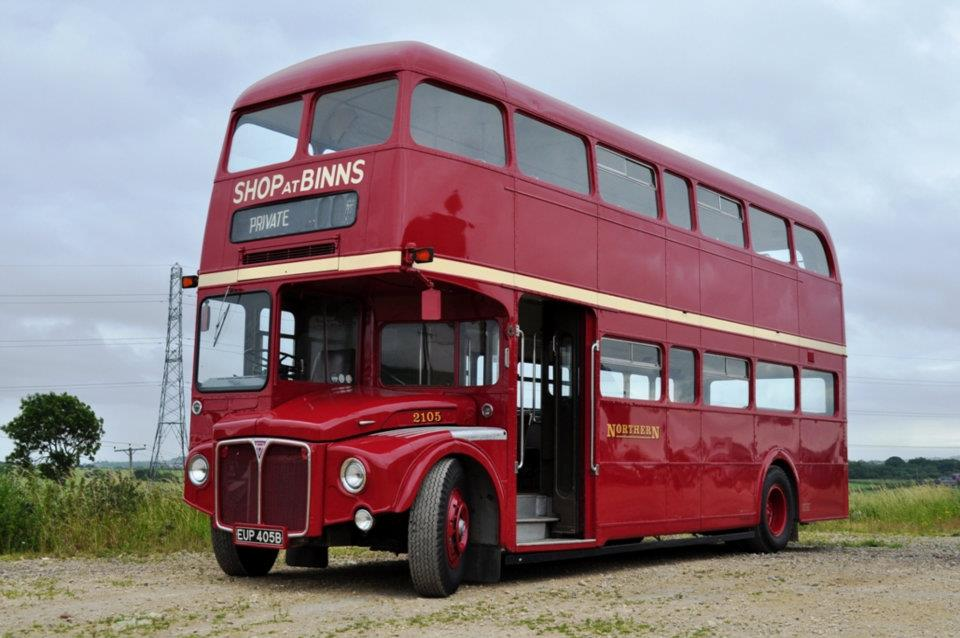
A Northern General nosztalgiabusza

A Northern General Transport Company 50 RMF autóbuszt rendelt, amelyekhez később a prototípus is csatlakozott. Ez a rendelés azért volt jelentős, mert a Nothern General volt az egyik legnagyobb beruházója a Leyland Atlantean emeletes autóbusznak, és ennek ellenére mégis az AEC autóbuszát választotta.
A Northern számos útvonalat a United Automobile Service-szel közösen üzemeltetett. Utóbbi főként Bristol Lodekka emeletes buszokat üzemeltetett, azonban ezek a buszok csak kisebb teljesítménnyel tudtak futni, míg a Northern RMF buszai megfelelőnek bizonyultak a forgalom számára. Ezek Leyland motort és nagyobb összáttételt kaptak a hosszabb távolságok megtételére. Az alapmodellhez képest eltérő volt a kettő helyett egysávos célfilm, az eltolható ablakok és az osztatlan szélvédő.

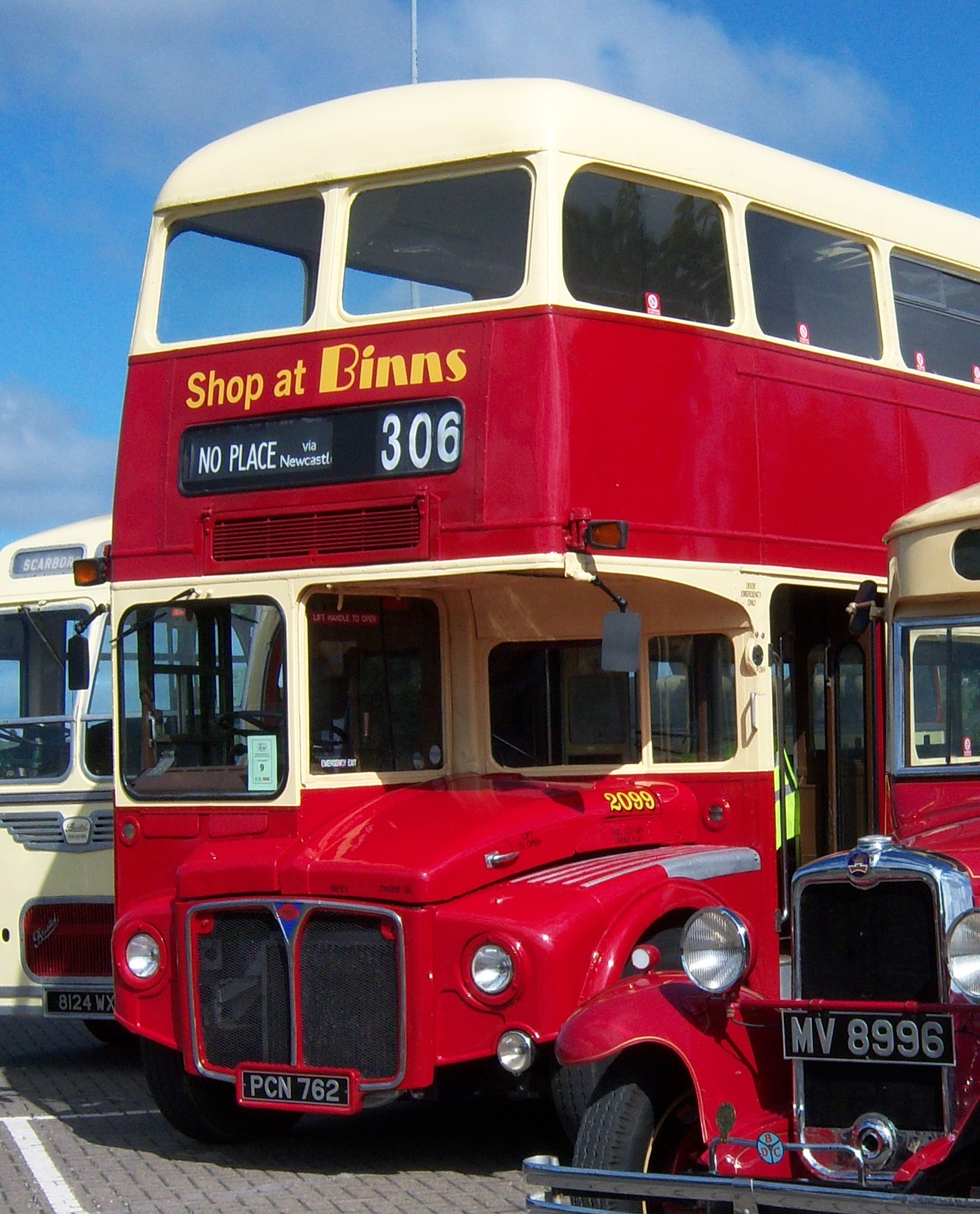
Megőrzött autóbusz a Northern piros-krémfehér fényezésével

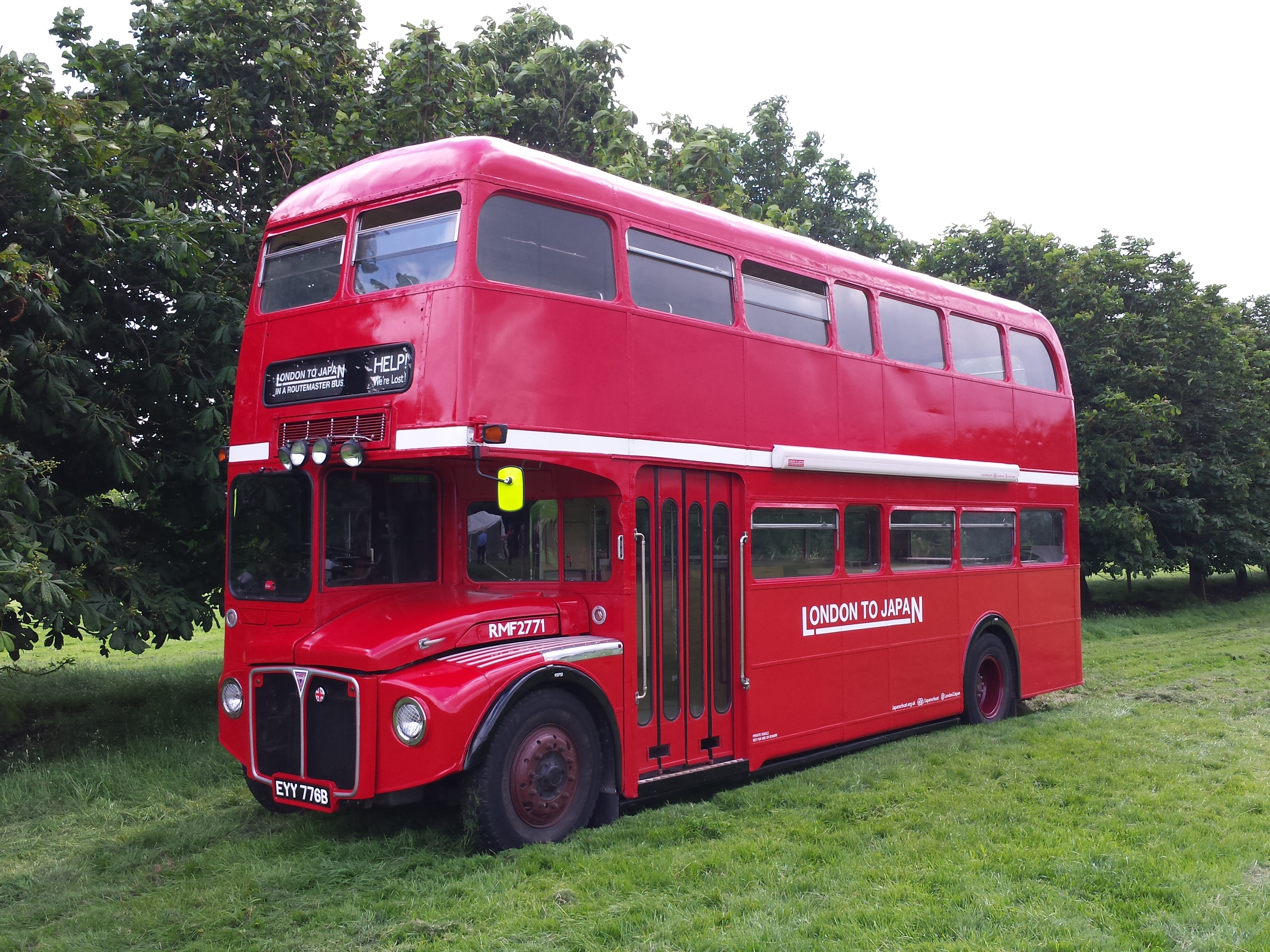
Felújított és apróbb módosításokkal ellátott Routemaster

A buszok piros-krémfehér és pipacspiros fényezésekkel álltak forgalomba. A járművezetők körében kedvelt volt a jármű: a hátsó tengely nagyobb összáttételének köszönhetően a busz egy nagyobb Newcastle–Darlington távot is megfelelően teljesített, a szervokormány pedig gatesheadi és sunderlandi városi szakaszain volt hasznos. A típus továbbá megjelent a North Shieldset és Skandináviát összekötő X1-es nemzetközi vonalon is.
Az 1970-es években egyre nagyobb költségeket jelentett a Northern General számára a városközi vonalakon kalauzokat alkalmazni, ezért a sofőrök és az utasok elégedettségének ellenére 1977-ben kénytelen volt lecserélni a buszokat. Az első Routemastert 1977 májusában vonták ki a forgalomból, az utolsót pedig 1980 októberében. A buszok többségét szétvágták, 14 darabot a London Transport vásárolt meg, amelyekből egy darab nyitott tetejű a London Coaches turistavonalaira állt.

#### British European Airways
A British European Airways 1966 és 1967 között összesen 65 darab rövidebb RMA autóbuszt rendelt a Heathrow-i repülőteret kiszolgáló vonalra. A busz maximális sebessége 70 mérföld/óra (112,6 km/h) volt. A járműhiányban szenvedő London Transport 1975-ben 13 darab, 1976-ban 14 darab és 1978-ban 9 darab RMA buszt vásárolt, azonban ezek nem feleltek meg a városi vonalakra, ezért mind az elővárosba került ki. A British Airways 1979 márciusában megszüntette a repülőtéri buszjáratot, a megmaradt 29 autóbuszt a London Transport vásárolta meg.

## Biztonság
A busz hátsó nyitott peronja potenciális veszélyforrás volt, mivel az utasok fel- és leszállhattak, valamint utazhattak rajta, még akkor is, amikor a jármű mozgásban volt. A Routemastereken kalauzok is tartózkodtak, akik ugyan felügyelni tudták a peront, de az összes balesetet még ők se tudták megakadályozni. Az egykori londoni polgármester, Ken Livingstone szerint polgármestersége alatt évente körülbelül 12 ember halt meg, miután leesett a busz hátsó peronjáról.

## Színsémák

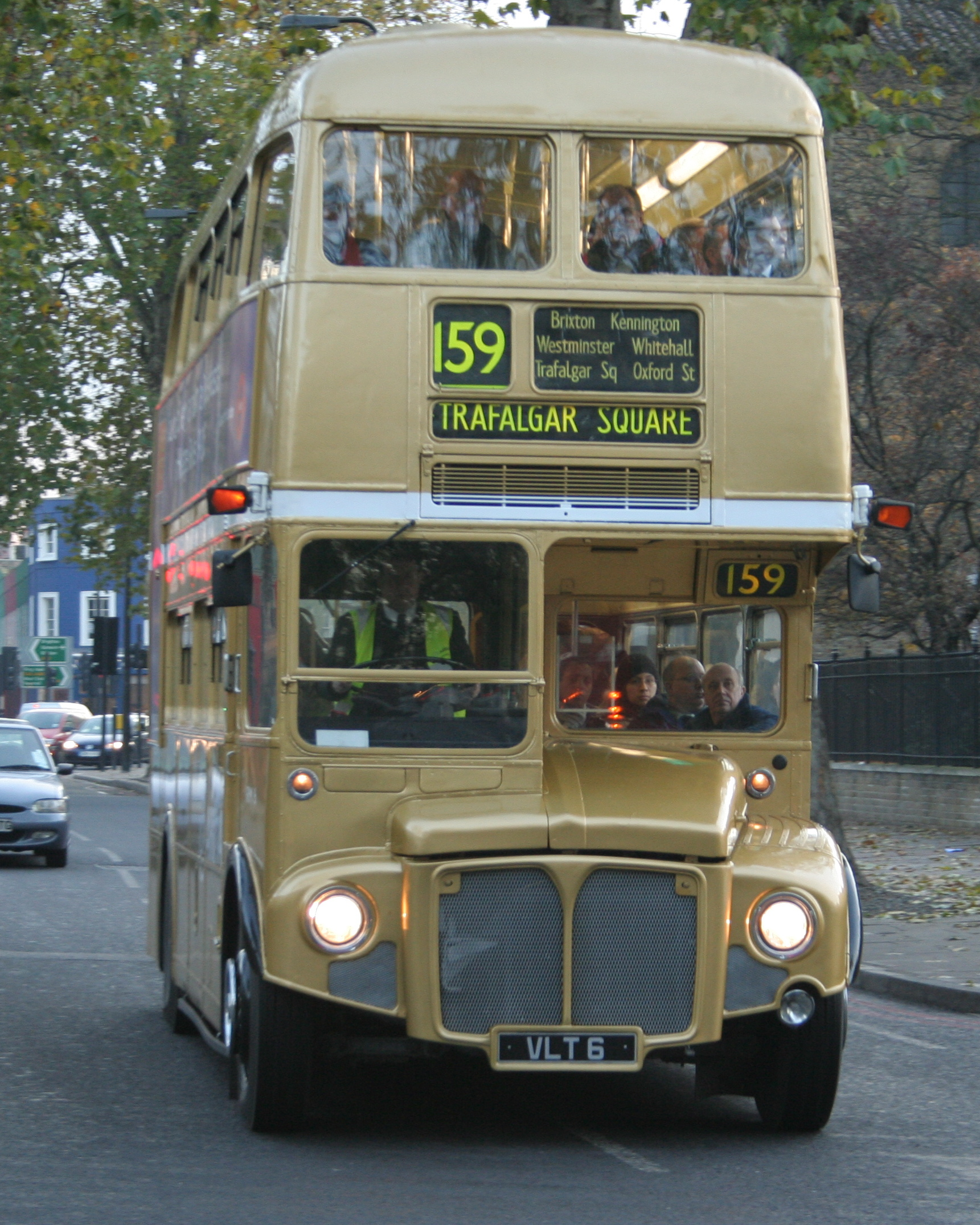
Routemaster arany színű fényezéssel

A Routemaster buszok számos jeles esemény alkalmával különleges festést kaptak. Ilyen volt II. Erzsébet ezüst és arany jubileuma, melyek során először 1977-ben 25 buszt ezüst, majd 2002-ben 50 buszt arany színűre fényeztek át.
Számos vállalat, mint például az Esso és a Danone is járműreklámokkal hirdette termékeiket, szolgáltatásaikat. Ilyenkor a buszokat részben vagy teljesen átfestették.
Az 1986-os londoni buszvonalak privatizációja során számos vonal és Routemaster autóbuszt került magánszolgáltatók üzemeltetésébe. A közlekedésszervező London Transport csak 1997-ben írta elő az egységes piros flottaszínt, addig a szolgáltatók különböző, egyedi fényezéssel közlekedtették buszaikat, megtörve ezzel a korábbi egységes piros kinézetet.
Az 1986-os piacnyitás után számos vidéki vállalat vásárolt használt Routemastereket, hogy bővíthessék a járműparkjukat, ezzel felvehessék a versenyt az újonnan megjelent közlekedési társaságokkal. Emellett az újabb vállalatok is szereztek be és alkalmaztak használt Routemastereket a jellegzetes kinézetük miatt. Ezek a buszok megkapták az új tulajdonosaik flottaszínét, majd forgalomba álltak többek között Blackpoolban, Glasgow-ban, Hullban, Manchesterben, Perthben és Rotherhamben.

### Zöld fényezés

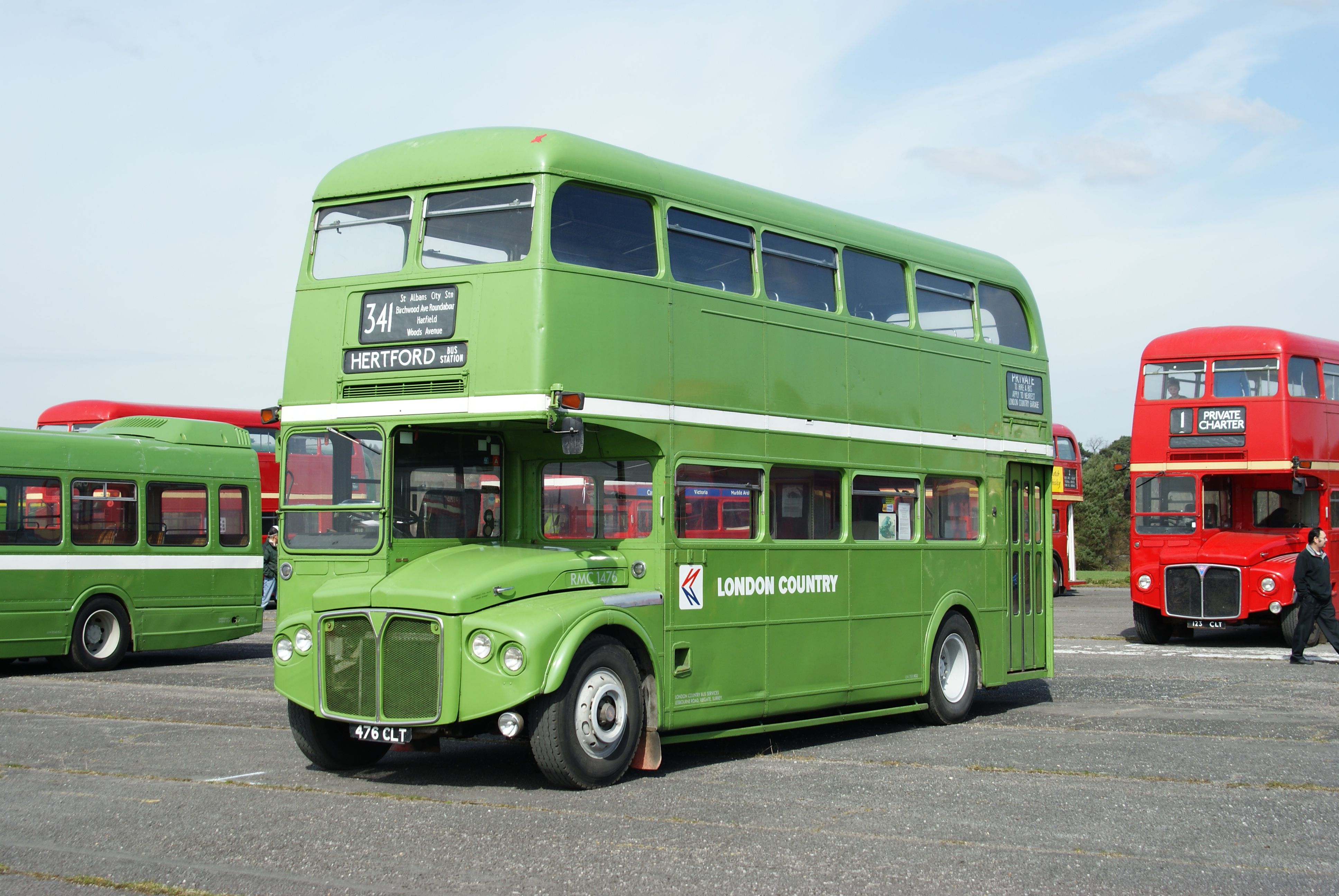
Nosztalgiabusz a London Country Bus Services zöld fényezésével

Zöld fényezést először a 69 darab RMC autóbusz kapott, amelyek a CRL4-es azonosítójú prototípust leszámítva mind a Green Lines állományában álltak forgalomba, majd később a 43 darab hosszabb RCL is megkapta a zöld festést.
Az 1960-as évek közepén 50 hagyományos hosszúságú és 100 hosszabb RML Routemastert állított forgalomba a London Transport a London környéki vonalakon. Ezek a buszok is zöld festést kaptak, de a Green Line zöld buszaihoz képest világosabb árnyalatban.
1970. január 1-jén a London Country Bus Services kivált a London Transportból, a 150 zöld Routemaster pedig az újonnan megalakult céghez került át, ahol a kalauzos rendszer megszűnéséig, 1981-ig üzemeltek, utána fölöslegesekké váltak. Ezeket az autóbuszokat a London Transport visszavásárolta, és a londoni szolgálathoz átfényezték zöldről pirosra.

## Hőskor és hanyatlás

### Fénykora a London Transportnál
A buszok aranykora az üzemeltetésüknek első 25 éve volt, 1982 szeptemberéig bezárólag. Ekkor kezdődött meg az autóbuszok állományból való törlése, valamint értékesítése más közlekedési vállalatok számára.
Az első Routemasterek 1959-ben álltak forgalomba a felszámolás alatt álló trolibuszhálózat pótlására. Később, főként az utolsó 500 autóbusz már a kiöregedett buszokat váltotta ki, mint az AEC Regent és a Leyland Titan. Az utolsó Routemaster 1968 márciusában állt forgalomba.
A típus közel 49 évnyi londoni szolgálata elsősorban annak volt köszönhető, hogy a London Transport jelentős figyelmet fordított a buszok karbantartására. A Routemasterek ötévente jelentős felújításon estek át, mely során a buszt majdnem az utolsó csavarig lebontották, és csaknem egy teljesen új buszt készítettek el helyette. Később a Routemasterek száma egyre csökkent, valamint kevesebb forrás jutott a karbantartásokra, ezért 1986 óta már nem végeztek ilyen felújításokat.

### Hanyatlása Londonban

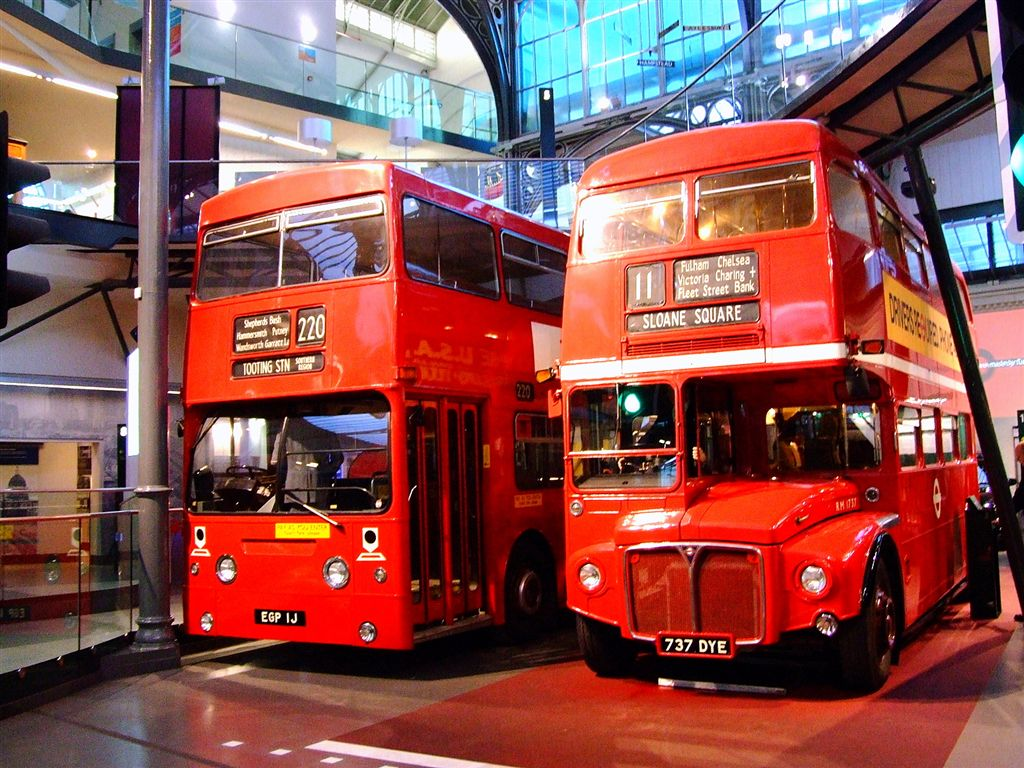
Egy Daimler Fleetline és egy Routemaster a londoni közlekedési múzeumban

Az 1970-es években több vonalon kalauz nélküli üzemet vezettek be munkaerőhiány és az üzemeltetési költségek csökkentése érdekében. Emellett a Routemasterek jövőjére kedvezőtlen hatással volt a buszok alkatrészhiánya és a gyártó Associated Equipment Company 1979-es bezárása. A London Transport a Routemastereket a Red Arrow (piros nyíl) szolgáltatás bevezetésével kívánta leváltani. Amely vonalakon bevezették a Red Arrow üzemet, azokon kizárólag egyemeletes, kalauz nélküli buszok közlekedhettek.
A Routemasterek kezdtek eltűnni London külső kerületeiből, a belvárosban pedig inkább a hosszabb RML-eket használták a rövidebbek helyett, mivel itt továbbra is hatékonyak voltak ezek a buszok a kalauzos üzemmel. Emellett a Routmaster robusztus felépítésének és megfelelő gyorsulásának köszönhetően jobban megfelelt a városi körülményeknek, mint egyes modernebb buszok.
A londoni Routemaster-flotta a gyártásuk leállítása után közel 15 évig csaknem érintetlenül üzemben maradt, csupán busztüzek miatt kellett leállítani pár darabot. Az 1982-es jelentős jegyáremelés és megszorításokat követően elkezdték az öregebb Routemasterek selejtezését, majd a kalauzok létszámának csökkentésével további buszokat állítottak le. A Routemasterek leállítása 1988-tól lelassult, 1992-ig csak kevés buszt vontak ki végleg a forgalomból.
1986-ban a London Transport RCL, RMF és RMA buszokat vásárolt a British European Airwaystől, a London Countrytól és a Northern Generaltól, amelyeket átalakítás után városnéző vonalakra állított be.

### Piacnyitás Londonban

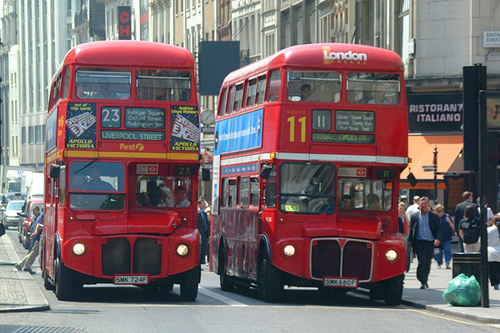
Routemasterek a First London és a London General színeiben

1989 áprilisában a buszvonalak privatizációjának előkészítésére a London Transport korábbi működési területét 11 egységre osztották fel, melyeknek az alapját egy-egy buszgarázs adta. A garázsokkal együtt a járművek is kiszervezésre kerültek, így nyolc üzem örökölt Routemaster buszokat is. Ebben az időben a Routemastereket leváltó buszok, mint a Daimler Fleetline gyakori meghibásodása miatt továbbra is szükség volt a Routemasterekre.
1994 szeptembere és novembere között értékesítették mind a 11 üzemet. Míg korábban az üzemegységek a London Transporttól bérelték a Routemastereket azokra a vonalakra, ahol követelmény volt ezt a típust közlekedtetni, addig a privatizáció után egy buszvonalat (139-es) leszámítva az összes ilyen vonalra már a saját Routemastereiket állították forgalomba az új cégek. Ebben az esetben a közlekedésszervező London Transport ötéves szerződést kötött a közlekedési vállalatokkal, majd a lejártuk előtt tendert írtak ki további ötévnyi üzemeltetésre.

### Élettartam-növelés

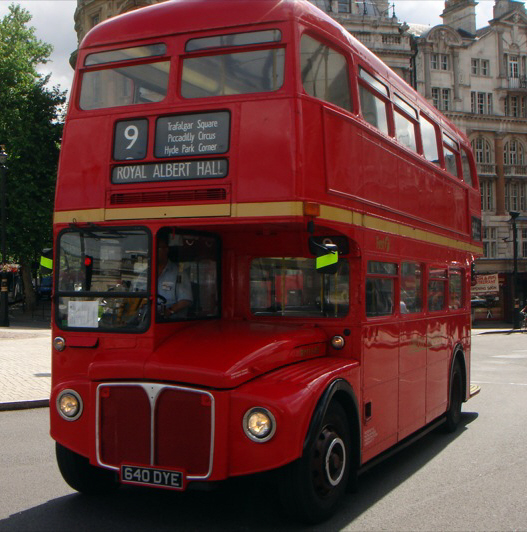
A First London felújított Routemastere a nosztalgia 9-es vonalon

Az AEC bezárását, majd a vázcserés felújítások leállítását követően motorcserével, valamint külső és belső felújításokkal próbáltak javítani a buszokon.
1992 és 1994 között csaknem az összes RML Routemaster átesett egy jelentős javításon, mely során felfrissítették az utasterüket, és a motorjukat kicserélték Cummins vagy Iveco gyártmányúra, ezzel a buszok élettartama 10 évvel nőtt. A privatizáció után, 1996-ban a London Central, a Stagecoach London és az Arriva London új Scania motort szerelt be buszaiba.
2001-ben Ken Livingstone polgármestersége alatt a London Transport utódja, a Transport for London 50 Routemastert vásárolt többek között Readingből és Olaszországból, amelyek a 2001. május és 2002. augusztus közötti felújítás alatt Cummins motort és Allison automata váltót kaptak. Felújításuk után londoni közlekedési társaságoknak adták bérbe őket.

### Kivonásuk Londonból

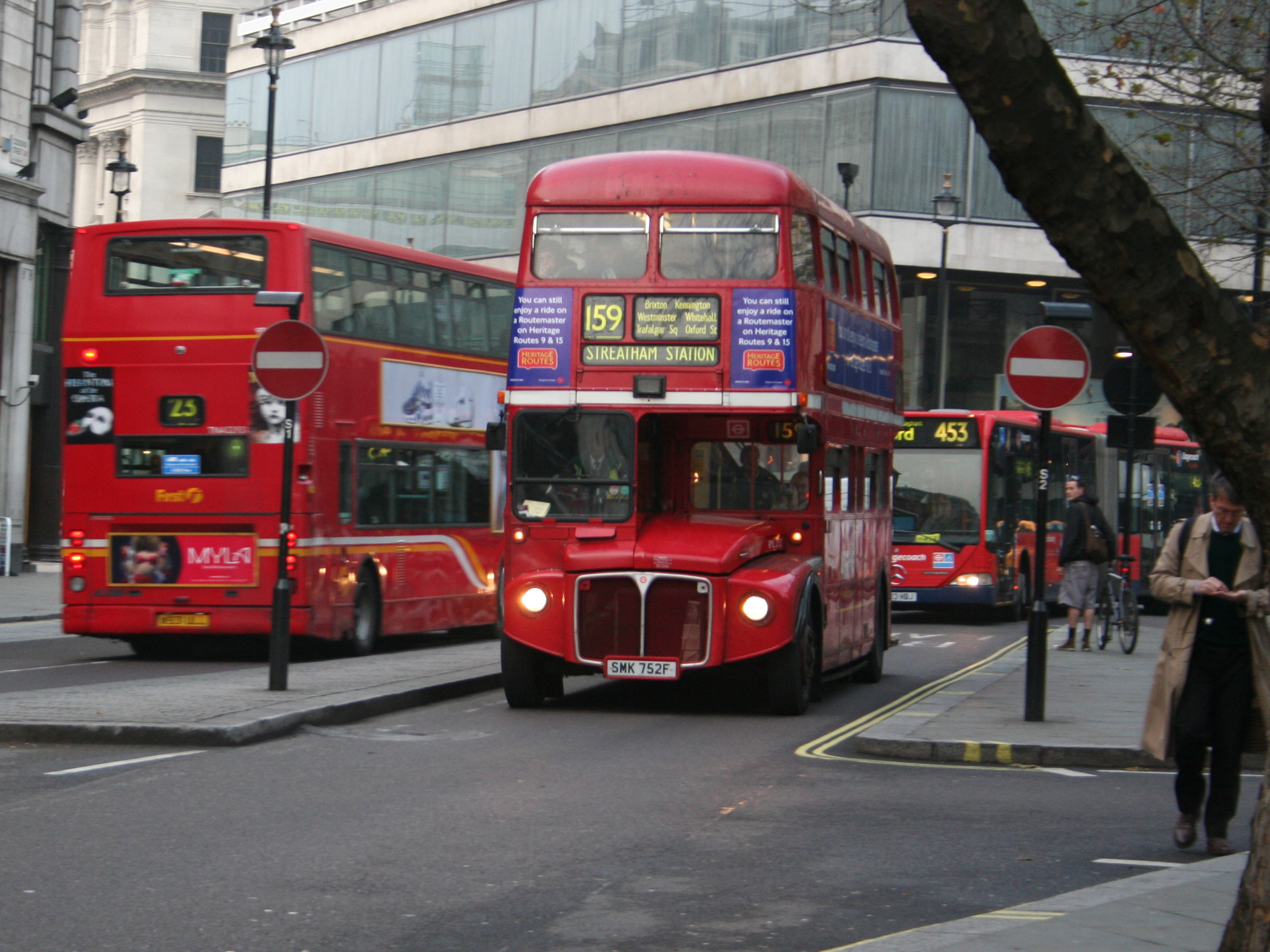
Routemaster a típust leváltó modern emeletes busszal és csuklós busszal

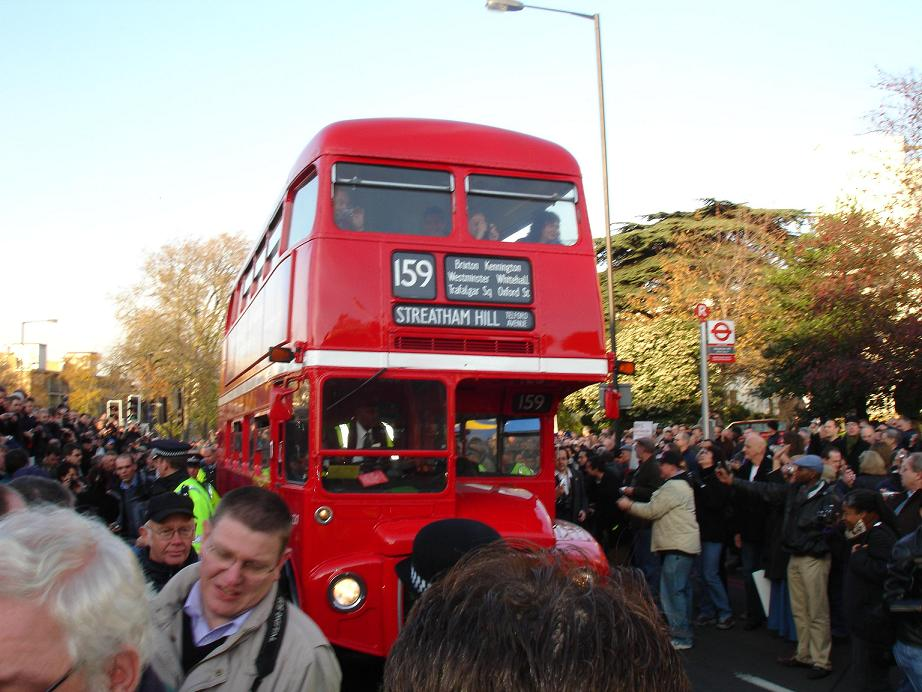
Az utolsó Routemaster visszatér a menetrend szerinti útjáról 2005. december 9-én

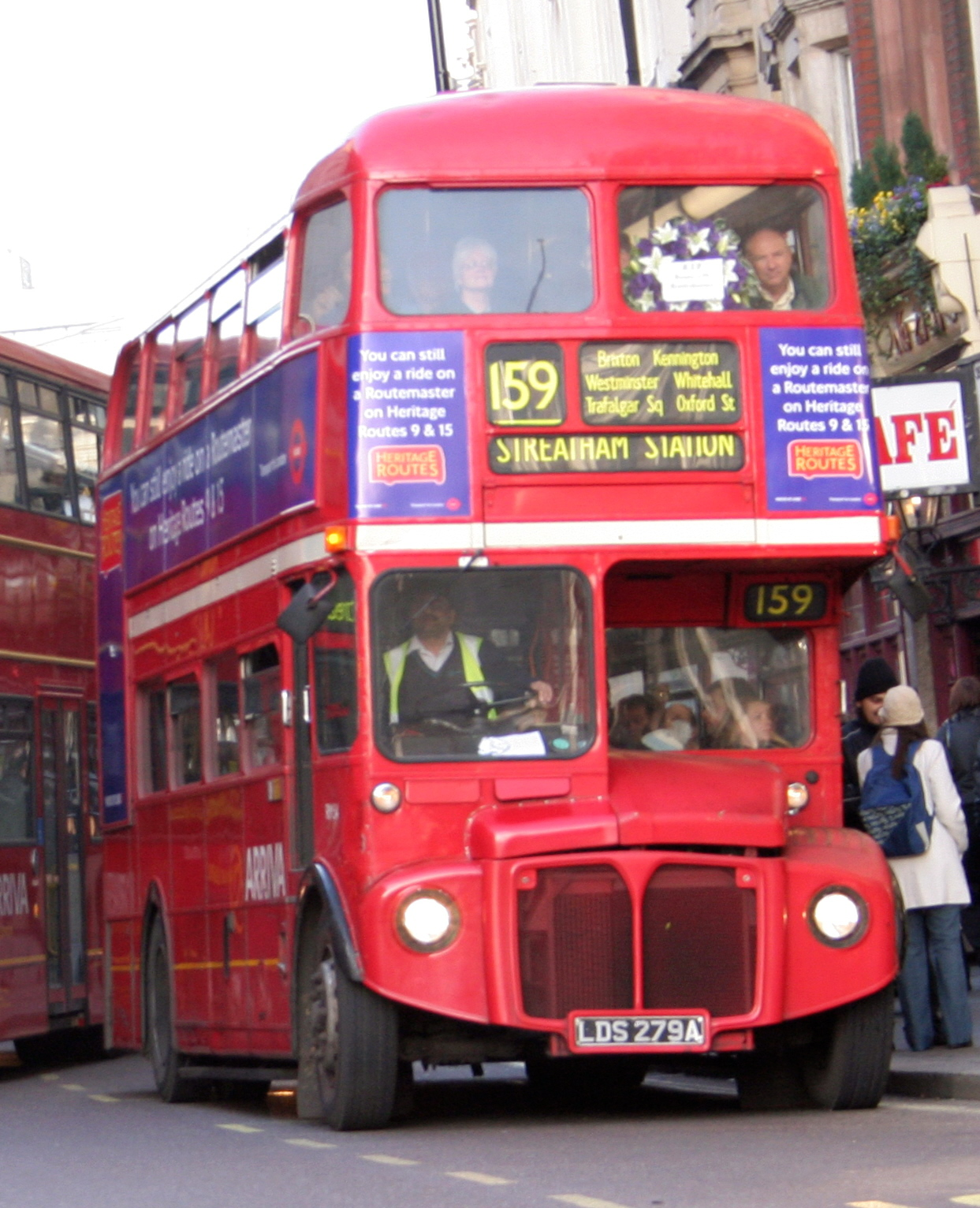
Arriva London egyik utolsó Routemastere még forgalomban

A 2000-es évek elején vita bontakozott ki a Routemasterek leváltásáról. A típus támogatói a műszaki alkalmassága, gyors utascseréje és a turisztikai jelentősége miatt tartották volna forgalomban a buszokat, míg az ellenzői az idős buszok gazdaságtalan üzemeltetésére mutattak rá. Emellett a Routemaster nem felelt meg a közelgő, a fogyatékkal élők megkülönböztetéséről szóló törvénynek, amely előírja többek között az akadálymentes hozzáférhetőséget. Továbbá az Oyster card bevezetésével az Oyster-olvasók lelassították az utascserét.
2002-ben már úgy látszott, hogy rövid időn belül véget érhet a Routemaster buszok pályafutása Londonban. Ennek első lépését 2003 februárjában tették meg, amikor a hálózat átszervezésével több vonalról kikerültek a Routemasterek, és helyettük emeletes Alexander ALX400 és csuklós Mercedes-Benz Citaro G buszok álltak forgalomba.
2003 márciusában Peter Hendy, a Transport for London ügyvezető igazgatója a kalauzok megtartása helyett az akadálymentes buszparkot tűzte ki célnak. Ezt követően az augusztusi üzemeltetési szerződések megkötése után már nem írtak ki Routemasterek üzemeltetésére pályázatot, így ezek a buszok a szerződések lejártával lassan eltűntek London utcáiról, és felváltották őket az alacsony padlós emeletes és csuklós buszok. Az utolsó Routemasterek 2005. december 9-én, a 159-es buszvonalon teljesítettek utoljára menetrend szerinti szolgálatot.
Menetrend szerinti forgalomból kivonásuk után a 9-es és 15-ös buszvonalak rövidített nosztalgiavonalain jelentek meg újra, azonban 2014. július 25-e után már csak a 15-ös vonal nosztalgiajáratain közlekedik Routemaster.
Az alábbi táblázat a Routemasterek kivonását mutatja az utolsó vonalakról.
| Vonalszám | Utolsó üzemnap      | Üzemeltető                | Váltották       |
| --------- | ------------------- | ------------------------- | --------------- |
| 15        | 2003. augusztus 29. | East London               | emeletes buszok |
| 11        | 2003. október 31.   | London General            | emeletes buszok |
| 23        | 2003. november 14.  | First London              | emeletes buszok |
| 94        | 2004. január 23.    | Transdev London United    | emeletes buszok |
| 6         | 2004. március 26.   | Metroline                 | emeletes buszok |
| 98        | 2004. március 26.   | Metroline                 | emeletes buszok |
| 8         | 2004. június 4.     | East London               | emeletes buszok |
| 7         | 2004. július 2.     | First London              | emeletes buszok |
| 137       | 2004. július 9.     | Arriva London             | emeletes buszok |
| 9         | 2004. szeptember 3. | Transdev London United    | emeletes buszok |
| 73        | 2004. szeptember 3. | Arriva London             | csuklós buszok  |
| 390       | 2004. szeptember 3. | Metroline                 | emeletes buszok |
| 12        | 2004. november 5.   | London Central            | csuklós buszok  |
| 36        | 2005. január 28.    | London Central            | emeletes buszok |
| 19        | 2005. április 1.    | Arriva London             | emeletes buszok |
| 14        | 2005. július 22.    | London General            | emeletes buszok |
| 22        | 2005. július 22.    | London General            | emeletes buszok |
| 13        | 2005. október 21.   | Transdev London Sovereign | emeletes buszok |
| 38        | 2005. október 28.   | Arriva London             | csuklós buszok  |
| 159       | 2005. december 9.   | Arriva London             | emeletes buszok |

Az utolsó Routemaster kivonása előtt egy nappal, december 8-án 24 különleges buszt vonultattak fel a 159-es busz vonalán, köztük nosztalgia RM és RML Routemastereket és a busz elődjét, az AEC Regent III RT-t is.

## 2005 után

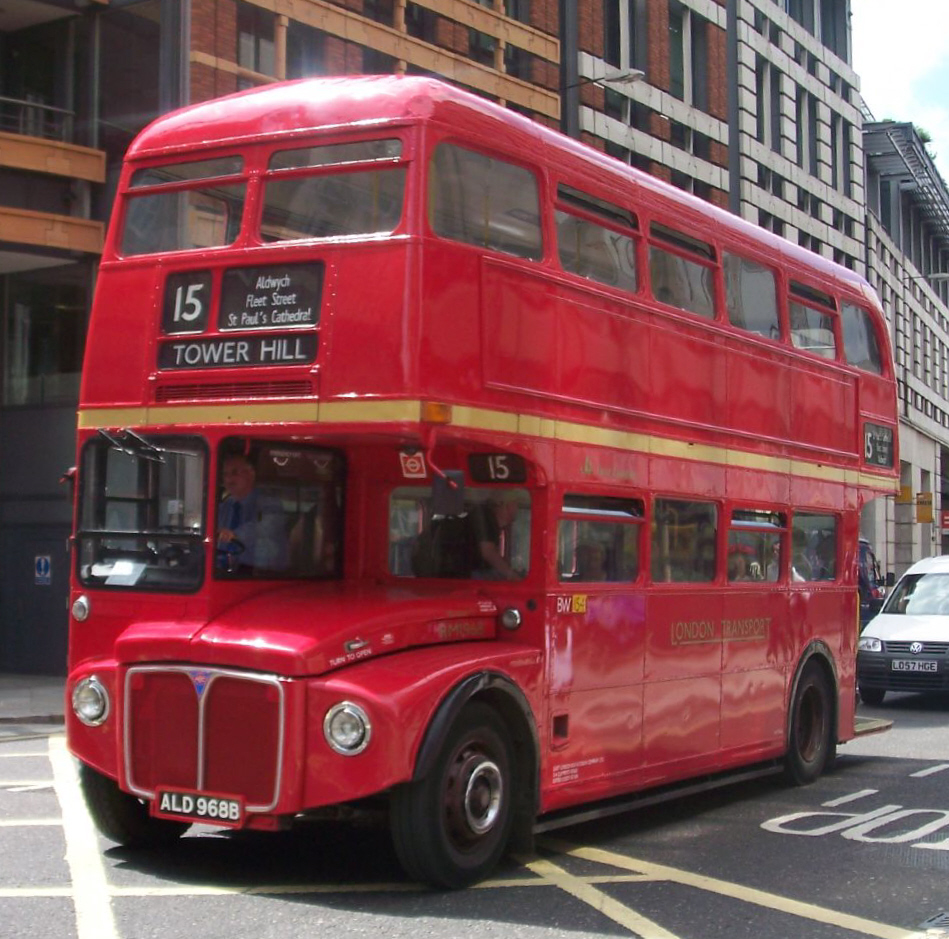
Nosztalgia Routemaster a 15-ös busz vonalán

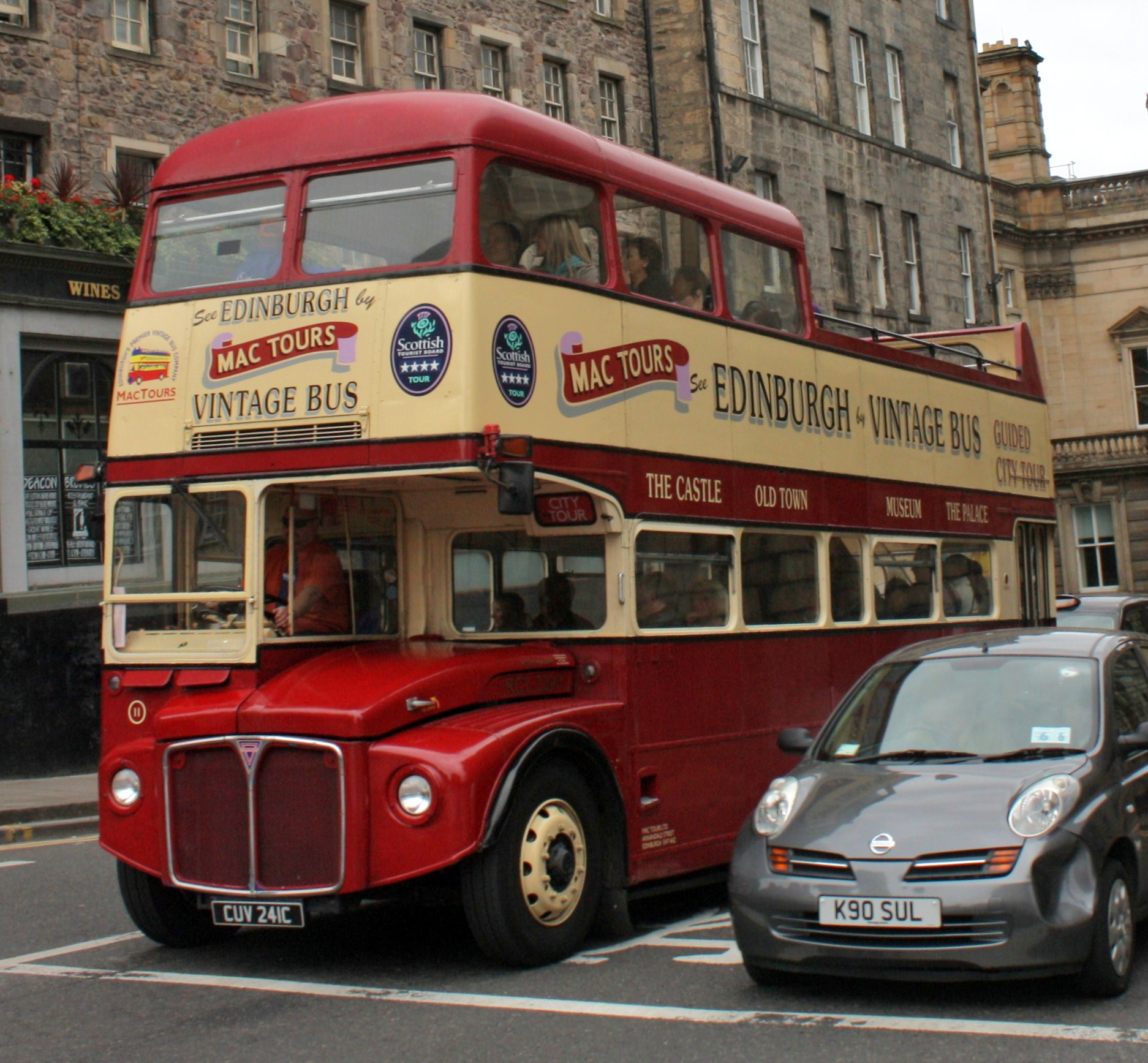
Nyitott tetejű Routemaster Edinburghban

### Londoni nosztalgiajáratok
Még az utolsó Routemasterek kivonása előtt, 2005 novemberében indították el a rendszeres nosztalgiameneteket a 9-es és a 15-ös buszok vonalán, az eredeti járatokhoz képest rövidebb útvonalon, csökkentett üzemidővel. Később, 2014 júliusában a Transport for London az alacsony kihasználtság miatt megszüntette a nosztalgiajáratokat a 9-es vonalon.
Kezdetben a First London és a Stagecoach London 10-10 Routemasterrel üzemeltette a két nosztalgiavonalat. Ezek a buszok abból az 50-ből kerültek ki, melyeket 2001-ben vásárolt a TfL.
A ma is üzemelő 15-ös nosztalgiavonalat a Stagecoach London üzemelteti. Az itt közlekedő buszok 2015-ben felújításon estek át, mely során kívül-belül megújultak, visszakapták az eredeti arany színű feliratokat, a fekete rendszámtáblákat és a fehér kapaszkodókat, valamint LED világítással is ellátták.

### Routemasterek a turizmusban
Londonban az Afternoon Tea Bus Tour, valamint számos más cég továbbra is használja a Routemastereket turisztikai célra.
Londonon kívül Edinburghban is közlekedtek nyitott tetejű Routemasterek a Lothian Buses városnéző vonalain, azonban ezeket 2016 októberében leállították.
Kivonásuk után külföldről is érdeklődtek a Routemasterek megvételéről, így a buszok számos országba jutottak el, többek között Ausztráliába, az Egyesült Államokba, Horvátországba, Kanadába, Kínába és Új-Zélandra.

### Routemaster a popkultúrában
2014 decemberében a PepsiCo, összedolgozva a gerillahorgolás kitalálójával, Magda Sayeggel, körbehorgolt egy Routemastert, amely két napig közlekedett Londonban Number 7up elnevezéssel, utalva a Pepsi 7 Up üdítőitalára.
A Music Heritage London 2015 júniusában elindított egy buszvonalat Richmond, Twickenham, Teddington útvonalon RML Routemasterekkel, hogy bemutassák Britannia 1960-as évekbeli jelentős helyeit és zenéjét. Ezt a vonalat később, 2015 októberében megváltoztatták, és csak London híres zenei helyeit keresi fel, de továbbra is Routemasterek közlekednek rajta.
2018-ban a brit elektronikus zenét játszó együttes, a The Prodigy azévben megjelent albuma, a No Tourists borítóján egy Routemaster szerepel. Kijelzőjén az album címe, valamint a 7-es járatszám olvasható.

## New Routemaster

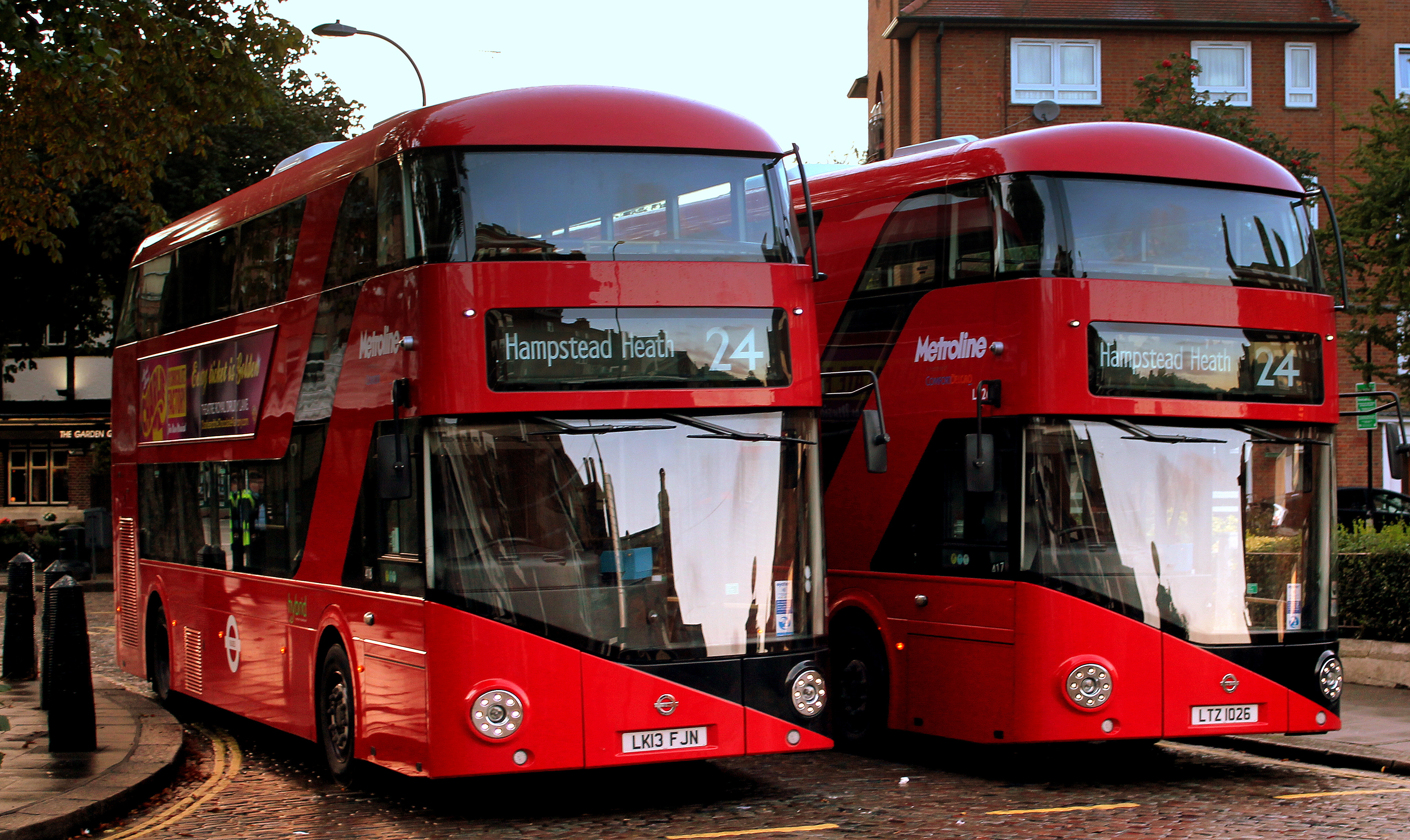
A Metroline New Routemasterei a 24-es buszvonalon

A Routemasterek még kivonásuk után is nagy népszerűségnek örvendtek, több kezdeményezés is született a busz modern változatának létrehozására. 2007. szeptember 3-án a konzervatív polgármesterjelölt, Boris Johnson bejelentette, hogy megválasztása esetén egy modern Routemaster bemutatását és a London számára idegen német csuklós buszok kivonását tervezi. 2007 decemberében a brit Autocar autómagazin felkérte a Capoco tervezőirodát, hogy tegyenek javaslatot az új generációs Routemasterre.
Johnson támogatta a Capoco formatervét, és ígéretet tett, hogy polgármesterként pályázatot ír ki az új Routemaster fejlesztésére. Győzelme után kihirdette a New Bus for London elnevezésű pályázatot, melyen a legjobb tervek beküldői pénzjutalomban részesültek. A pályázat nyertesét 2008. december 19-én hirdették ki, a fődíjat megosztva a Capoco Design, valamint a Foster & Partners és az Aston Martin közös koncepciója kapta. Ezt követően a Transport for London kiküldte a terveket a buszgyártók számára, hogy majd ezek alapján egy véglegesen kidolgozott tervvel indulni tudjanak a TfL busztenderén. A hat meghívott buszgyártó közül végül 2009. december 23-án a Wrightbus nyerte meg a lehetőséget az új londoni buszok legyártására.
Az első prototípus 2012 februárjában állt forgalomba a 38-as vonalon, majd 2013 júniusában a 24-es busz vonala lett az első vonal, amelyen kizárólag New Routemaster buszok üzemelnek. 2017-ig összesen 1000 darab New Routemastert gyártottak le és állítottak forgalomba.

## Yutong City Master

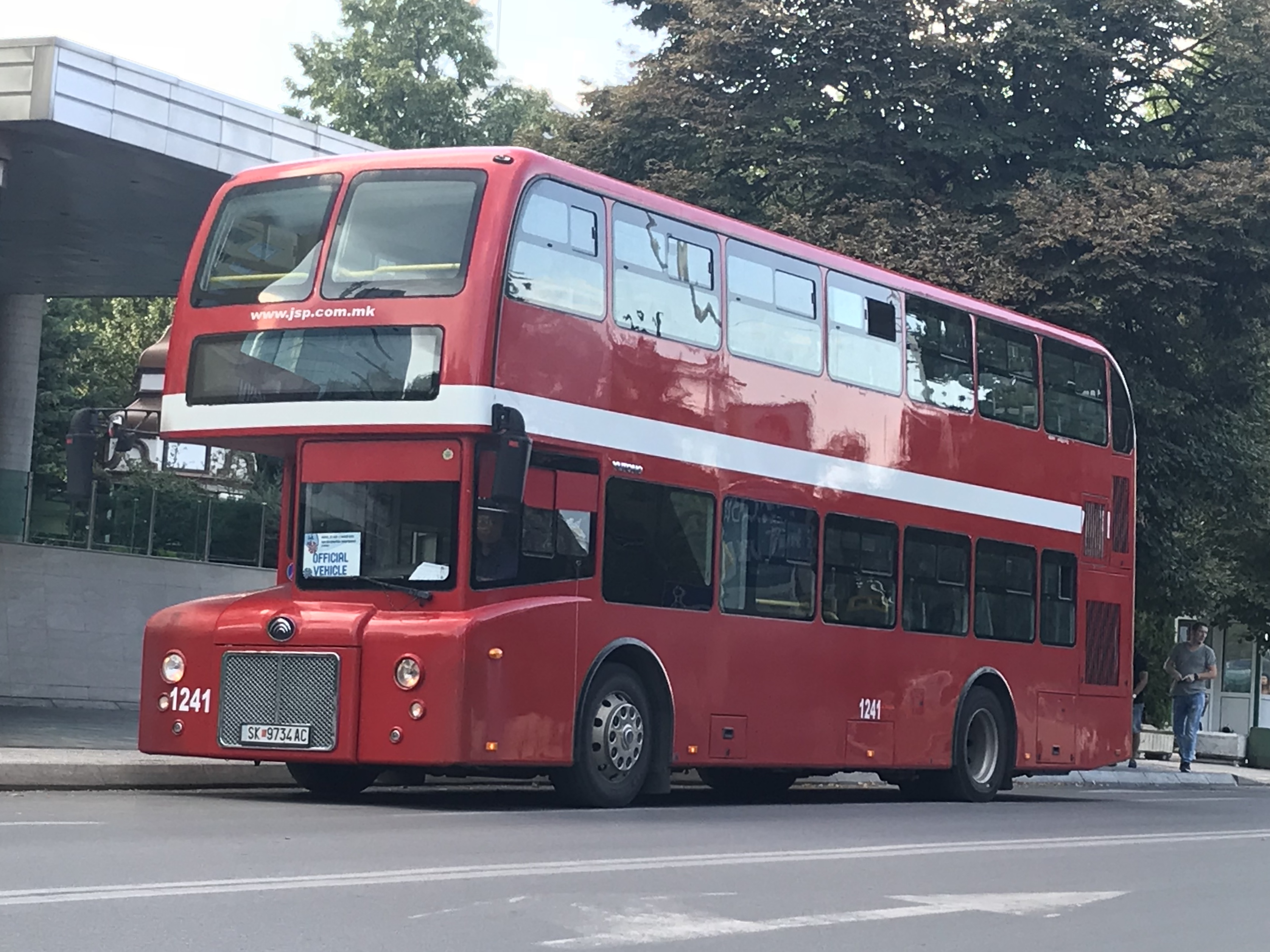
Yutong City Maser Szkopjéban

Macedónia kormánya 2010-ben 202 darab emeletes buszt rendelt meg a kínai Yutong autóbuszgyártól. A 202 buszból kettő tető nélkülit városnéző busznak, a maradék 200-at pedig Szkopje tömegközlekedésének szánták. A megrendelő külön elvárása volt, hogy hasonlítsanak a Routemasterekhez, ugyanis Szkopjéban már közlekedtek használt angol emeletes buszok, de az 1963-as földrengés során a város 80%-ával ezek is megsemmisültek.
Az első prototípust 2011. március 11-én szállították le, majd szeptember 6-án forgalomba álltak az első városnéző és menetrend szerinti buszok is, mind Yutong City Master néven.

## Képgaléria

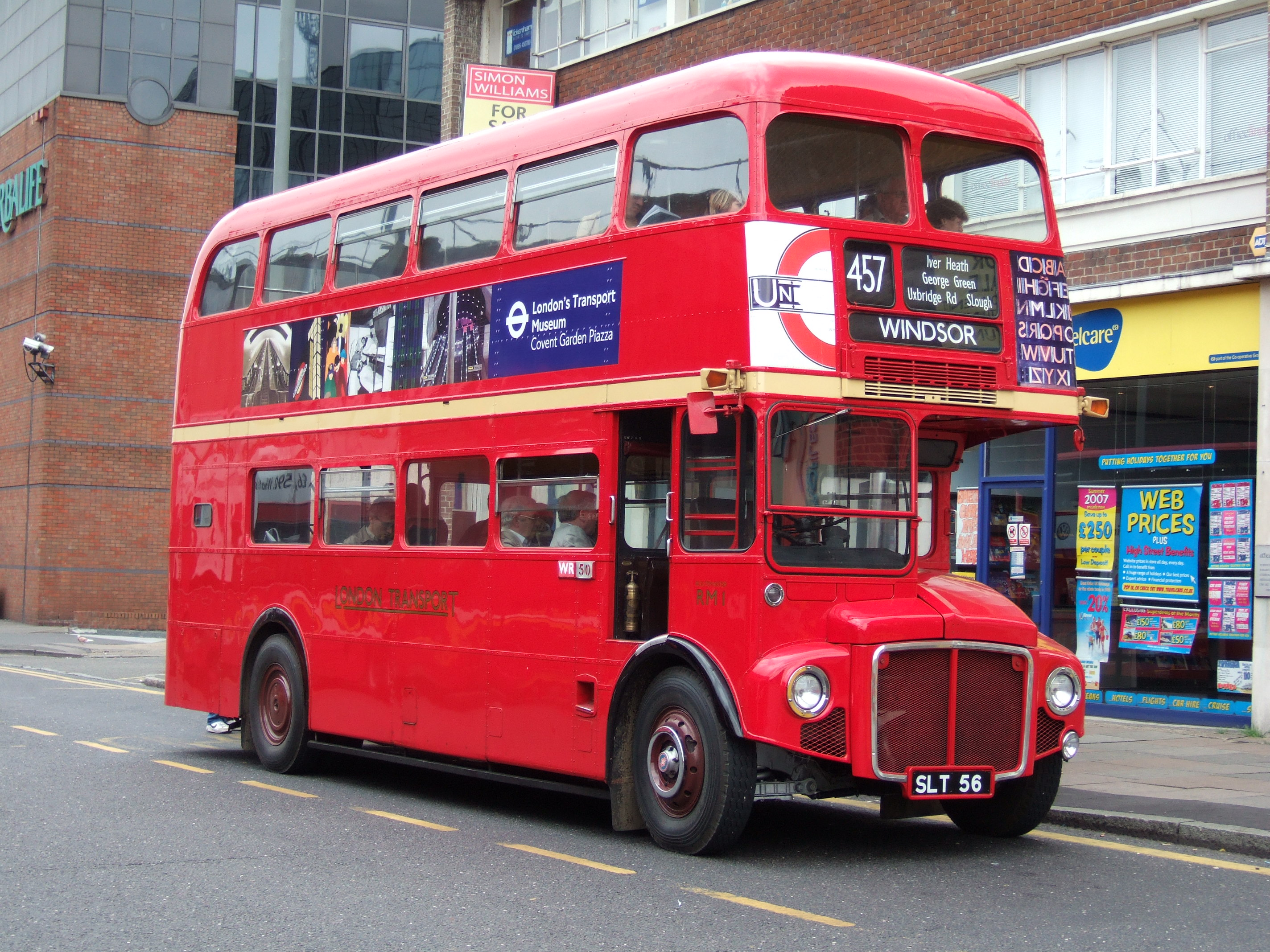
Prototípus Routemaster
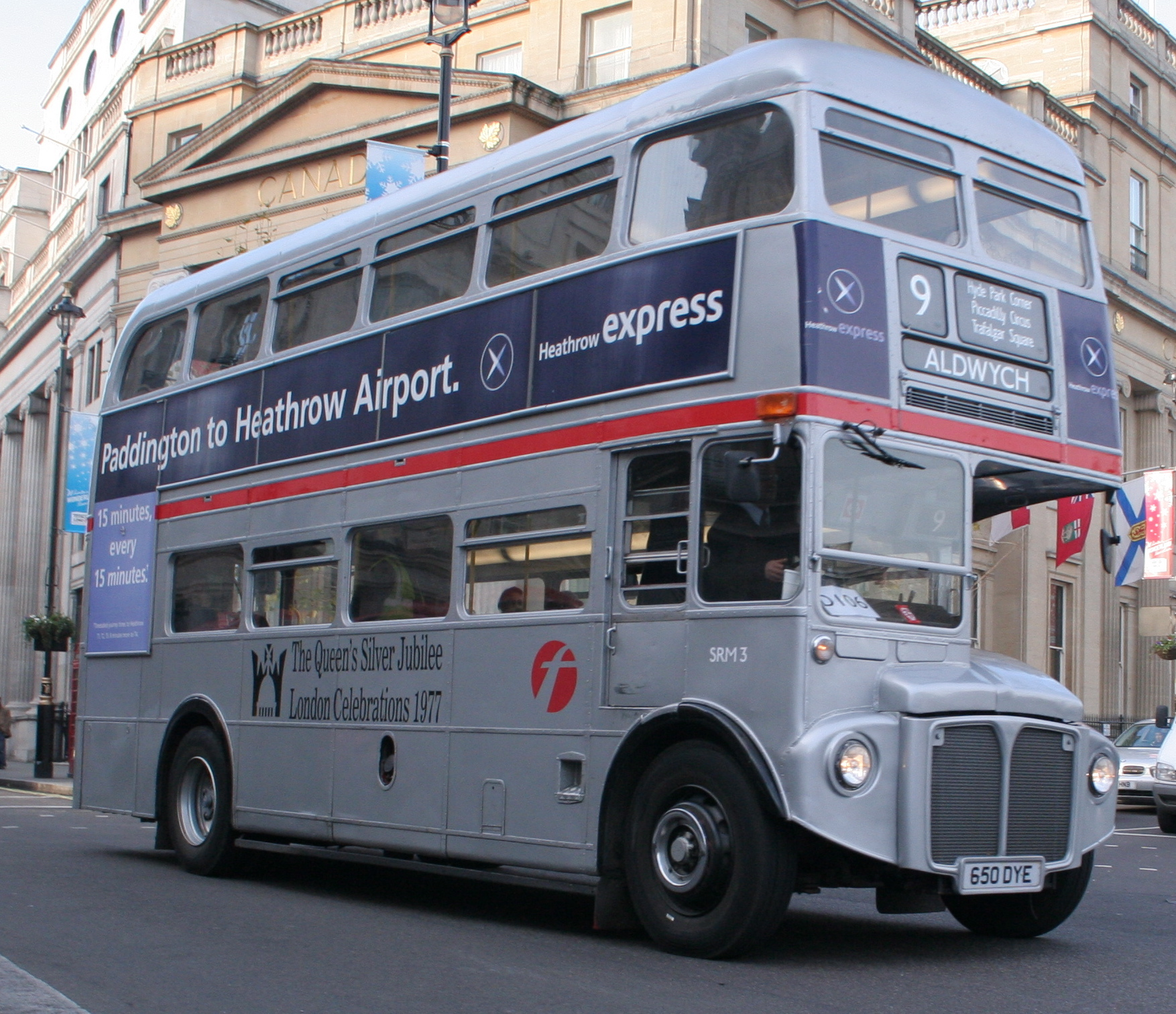
Ezüst színű Routemaster
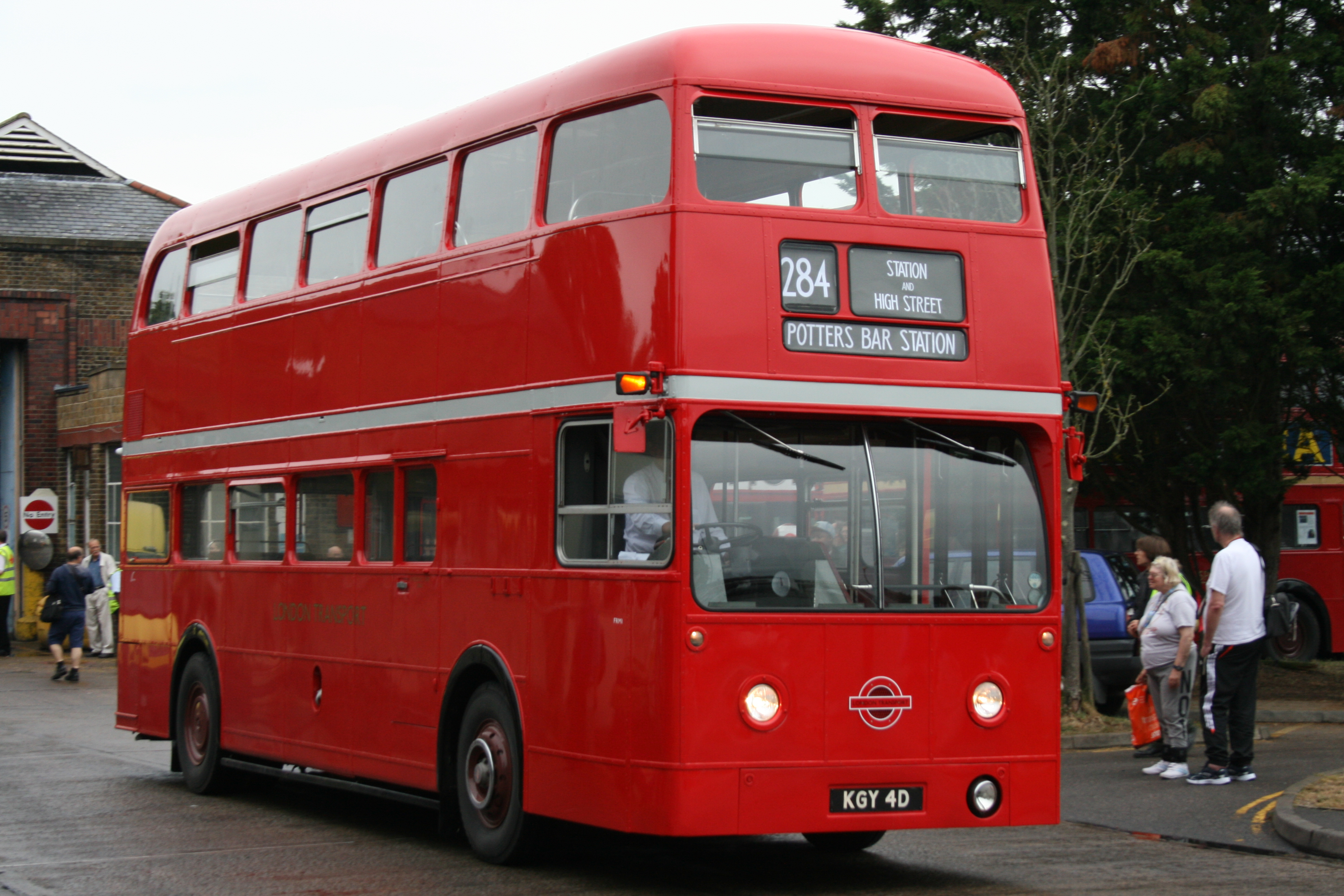
Kísérleti farmotoros Routemaster
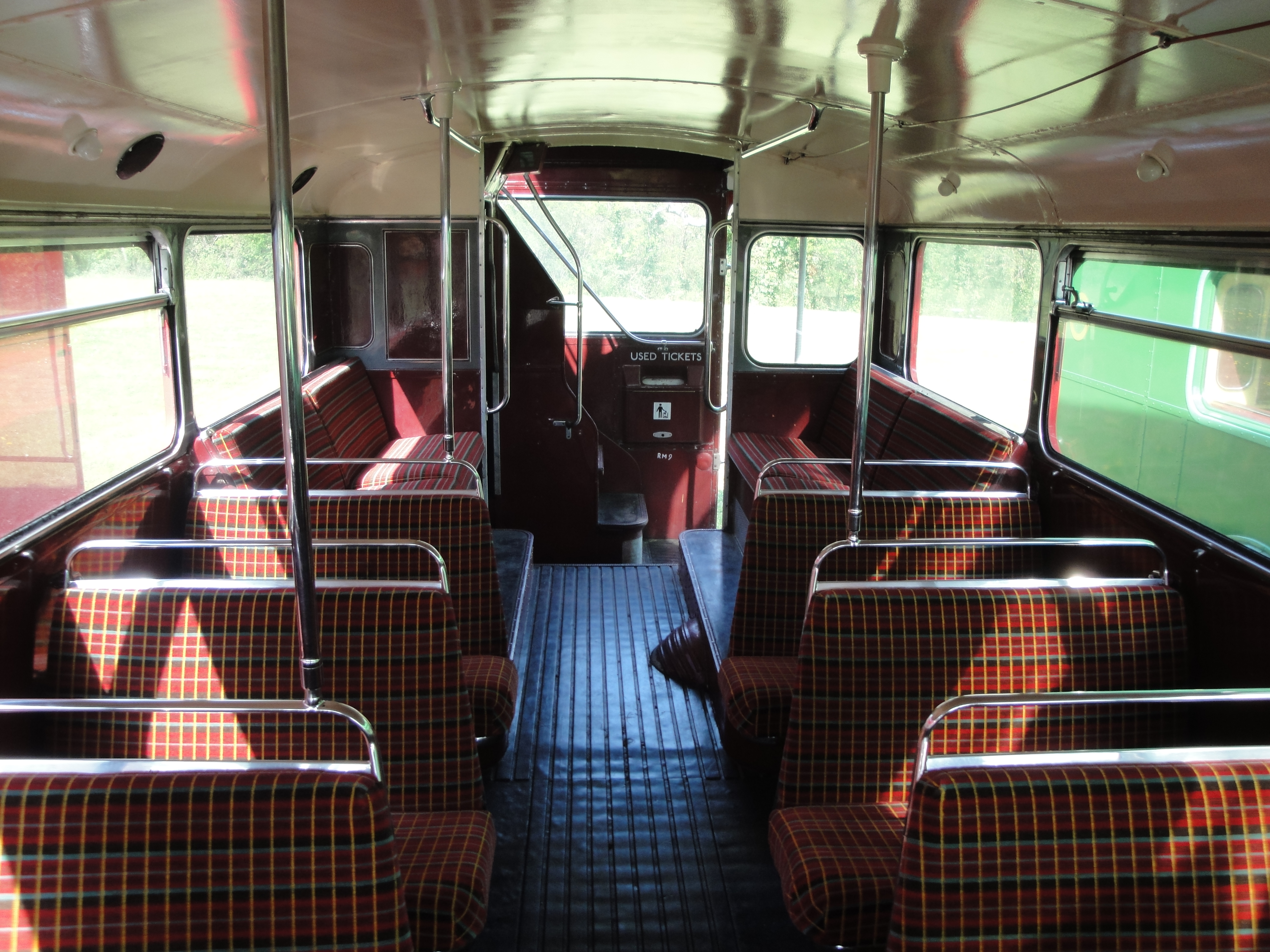
Utastér a földszinten…
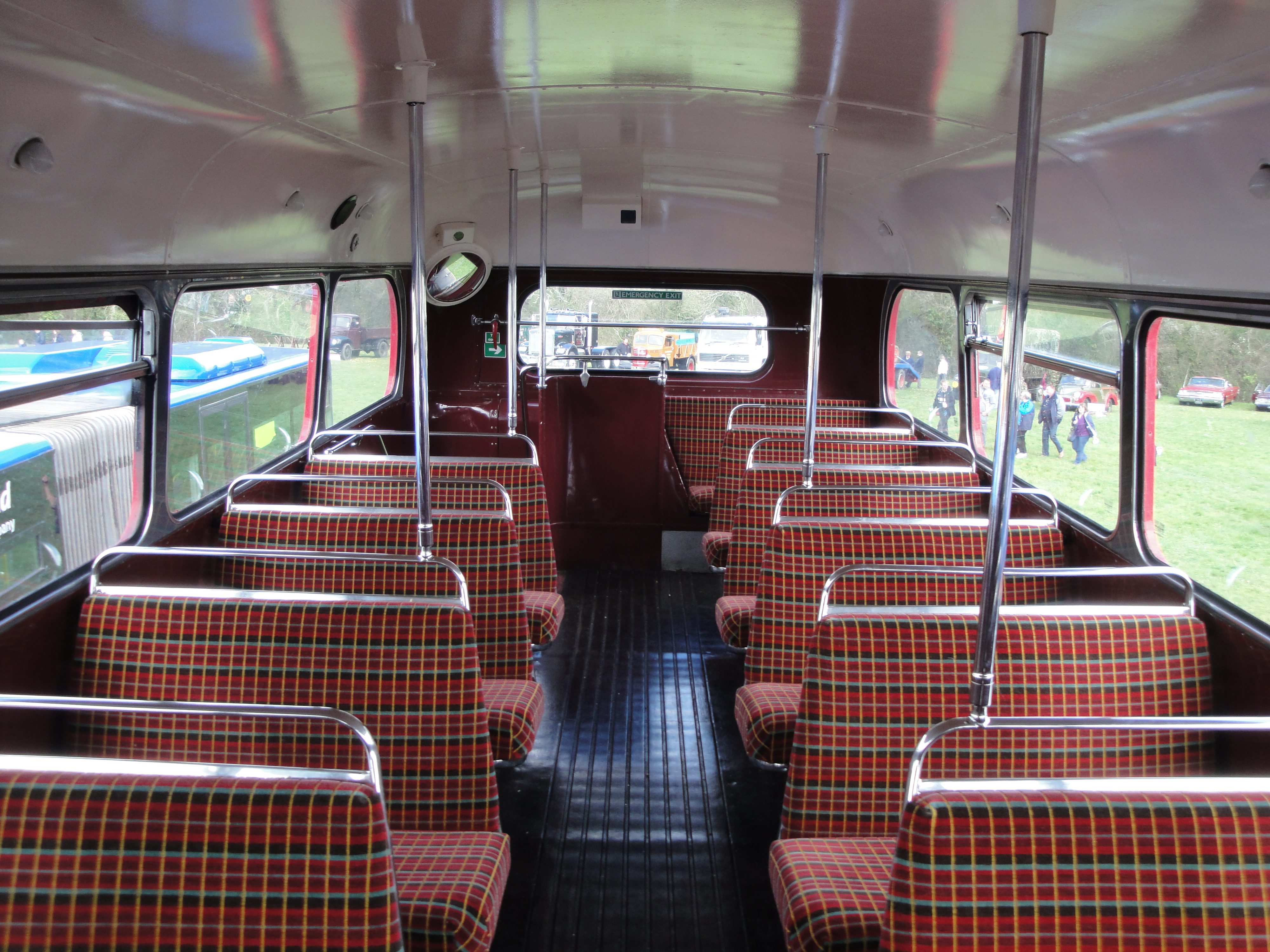
… és az emeleten
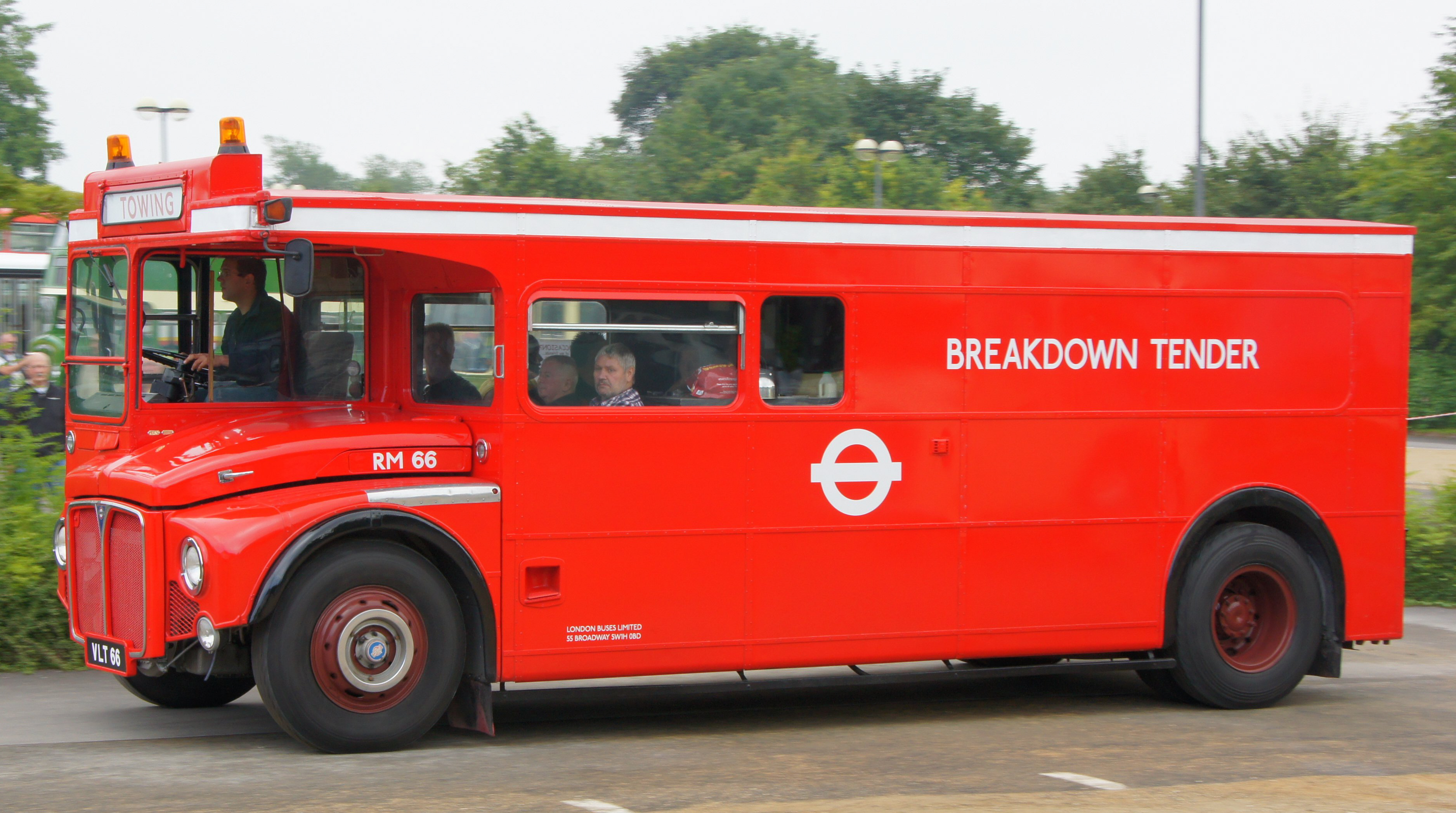
Routemasterből átépített vontatójármű

## Fordítás
- Ez a szócikk részben vagy egészben  az   AEC Routemaster című angol Wikipédia-szócikk ezen változatának fordításán alapul.  Az eredeti cikk szerkesztőit annak laptörténete sorolja fel. Ez a jelzés csupán a megfogalmazás eredetét és a szerzői jogokat jelzi, nem szolgál a cikkben szereplő információk forrásmegjelöléseként.